# Chronologie de l'invasion de l'Ukraine par la Russie (mars 2022)
Pour un article plus général, voir Invasion de l'Ukraine par la Russie.
Cet article fait partie de la chronologie de l'invasion de l'Ukraine par la Russie et présente une chronologie des évènements clés de ce conflit durant le mois de mars 2022.
Pour les événements du mois de février 2022 et pour les événements précédents, voir Guerre russo-ukrainienne et Invasion de l'Ukraine par la Russie.
Pour les événements suivants, voir Chronologie de l'invasion de l'Ukraine par la Russie (avril 2022).

Carte animée de l'invasion du 24 février au 7 avril (carte détaillée par ville).
- Les 100 premiers jours de l'invasion

## Chronologie des évènements

### 1ermars
Des photos satellite montrent la progression d'un convoi militaire russe long d'une soixantaine de kilomètres, allant des alentours de Prybirsk jusqu'aux alentours de l'aéroport de Hostomel, situé aux portes de Kiev. L'armée russe annonce des frappes sur des infrastructures technologiques du service ukrainien de sécurité et sur le centre principal de l'Unité des opérations psychologiques à Kiev afin « d'arrêter les attaques informatiques contre la Russie » et appelle les civils proches des cibles à évacuer. Le centre de la ville de Kharkiv est bombardé dans la matinée, annonce le gouverneur de la région qui publie sur Telegram des images d'explosions importantes. La ville de Marioupol est également attaquée par des troupes russes. Une frappe russe touche la tour de télévision de Kiev faisant au moins cinq morts civils, selon un premier bilan. Une information selon laquelle le Centre de commémoration de l'Holocauste de Babi Yar, principal mémorial de l'Holocauste en Ukraine et proche de la tour, aurait été endommagé, est ensuite démentie. La Russie a déployé des lanceurs capables de tirer des armes thermobariques et environ 80 % des forces qui encerclaient l'Ukraine sont maintenant à l'intérieur du pays ; certaines unités russes sont toutefois à court de nourriture et de carburant ou se sont rendues.
Selon Dmytro Jyvytsky, gouverneur de l'oblast de Soumy, plus de 70 soldats ukrainiens sont tués lors du bombardement russe d'une base militaire à Okhtyrka. Un missile russe touche le bâtiment de l'administration régionale sur la place de la Liberté lors d'un bombardement de Kharkiv, tuant au moins dix civils et en blessant 35 autres,. Dans le sud de l'Ukraine, la ville de Kherson aurait été attaquée par les forces russes. Le gouvernement ukrainien annonce qu'il vendrait des obligations de guerre pour financer ses forces armées.

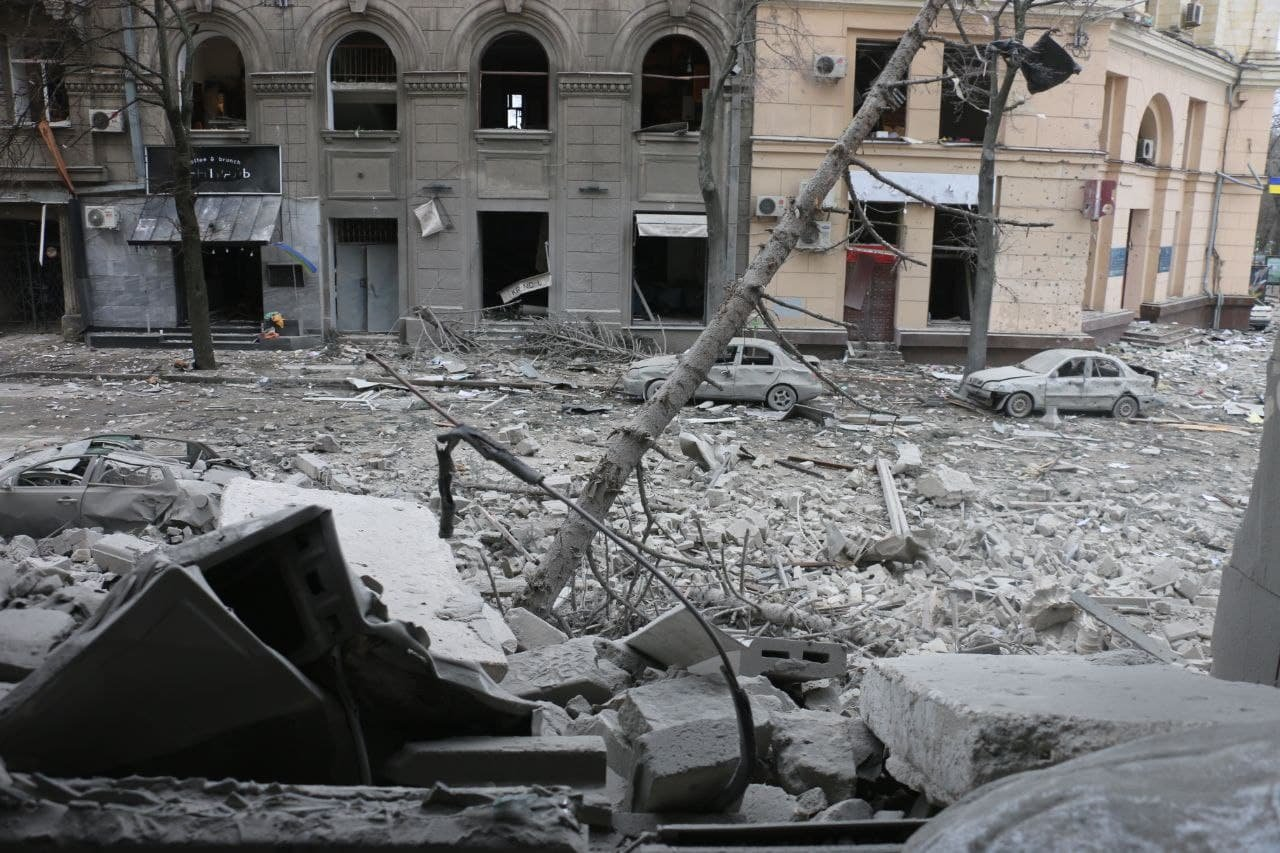
Une rue du centre-ville de Kharkiv après le bombardement russe.

Le parlement ukrainien déclare que les forces armées biélorusses ont rejoint l'invasion russe et sont entrées dans l'oblast de Tchernihiv, au nord-est de la capitale. Ces affirmations sont démenties par les États-Unis, pour qui rien n'indique que la Biélorussie participe à l'invasion,. Quelques heures plus tôt, le président biélorusse Alexandre Loukachenko avait déclaré que la Biélorussie ne rejoindrait pas la guerre et avait affirmé que les troupes russes n'attaquaient pas l'Ukraine depuis le territoire biélorusse. En revanche, il avait pris la décision de déployer des hélicoptères et des avions militaires au sud du pays, à la frontière entre la Biélorussie et l'Ukraine, pour éviter une possible attaque par l'OTAN dans cette zone. Pour cette même raison, il avait évoqué un possible déploiement à la frontière entre la Biélorussie et la Pologne. Néanmoins, l'UNIAN (« Agence indépendante d'information ukrainienne ») signale qu'une colonne de 33 véhicules militaires est entrée dans la région de Tchernihiv.
Après que le ministère russe de la Défense annonce viser des cibles pour arrêter les « attaques d'information », des missiles frappent l'infrastructure de diffusion des principaux émetteurs de télévision et de radio à Kiev, arrêtant la diffusion des chaînes de télévision. Selon des responsables ukrainiens, une attaque a tué cinq personnes et endommagé le centre commémoratif de l'Holocauste de Babyn Yar, le principal mémorial ukrainien de l'Holocauste,.
Un communiqué d'un responsable du département américain de la Défense annonce la prise des villes de Berdiansk et Melitopol par les forces russes.
Karim Khan, procureur de la Cour pénale internationale, annonce l'ouverture d'une enquête portant sur les « crimes de guerre » et les « crimes contre l'humanité », à la lumière des évènements d'actualité et d'un rapport déposé en 2020 dirigé par Fatou Bensouda, prédécesseuse de M. Khan,. Selon le Pentagone, l'avancée russe vers Kiev est « au point mort ». Selon l'état-major ukrainien, Moscou regroupe ses forces en vue d'un assaut majeur sur Kiev et d'autres grandes villes, ce qui justifierait l'arrêt de la progression à Kiev. L'armée russe souffrirait de sévères soucis de logistique militaire, de nombreuses unités manquant de vivres, de munitions ou de carburant pour leurs véhicules.

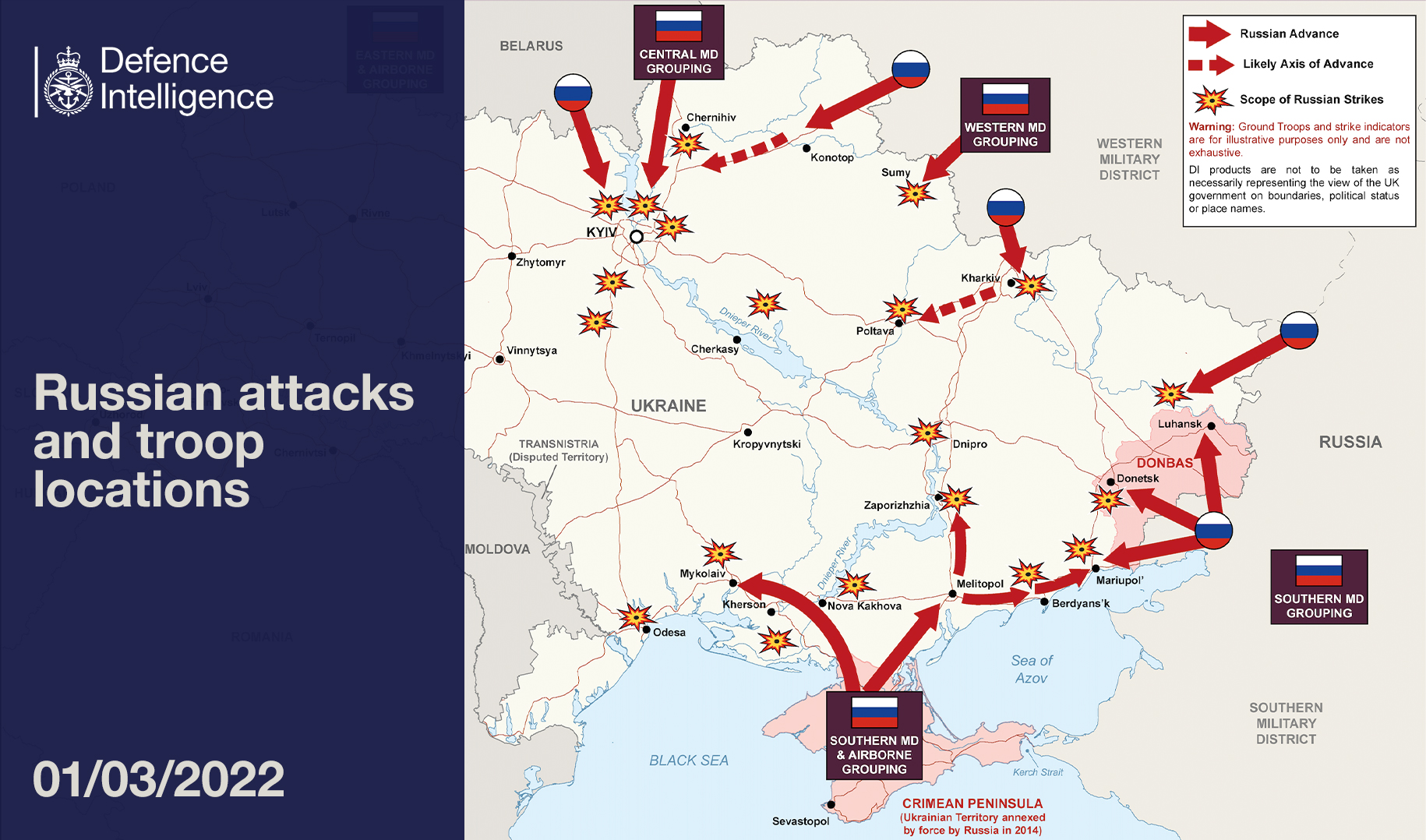
Situation au 1er mars 2022
- Frappe de missile sur la tour de télévision de Kiev

### 2 mars
Les forces russes poursuivent leur offensive sur plusieurs villes d'Ukraine, notamment Kharkiv avec l'envoi de troupes aéroportées et des bombardements.
L'armée ukrainienne signale un assaut de parachutistes russes sur le nord-ouest de Kharkiv, où un hôpital militaire a été visé. Les forces russes conquièrent Trostianets après leur entrée à 01h03, ainsi que la ville de Kherson,. Quelques minutes plus tôt, le maire de la ville, Igor Kolykhaïev, avait indiqué que la localité était toujours sous contrôle ukrainien.
Pour la première fois depuis le début de l'invasion russe, l'Ukraine mène une offensive vers la ville de Horlivka afin de reprendre le contrôle d'un territoire occupé par les forces prorusses de la République populaire de Donetsk. Oleksiy Arestovytch, conseiller du chef de bureau du Président Zelensky, déclare : « La plupart de nos unités tiennent leurs positions, et l'une de nos brigades a avancé jusqu'à la périphérie de Horlivka. Pour la première fois, au septième jour de la guerre, nos unités sont passées à l'offensive dans une zone distincte ».
Valeri Zaloujny, le commandant en chef des forces armées ukrainiennes, annonce la reprise de Makariv par les forces ukrainiennes. Les zones résidentielles de la ville de Marioupol sont bombardées « sans relâche » par l'armée russe, faisant « des dizaines » de victimes parmi les civils, annonce le maire de la ville Vadym Boytchenko.
Le vraquier bangladais Banglar Samriddhi est touché par un missile à 17 h 25 au port d'Olvia dans l'oblast de Mykolaïv, y mettant le feu et tuant un ingénieur bangladais,.
Moscou confirme qu'Andreï Soukhovetski, général russe haut placé ayant participé à la campagne militaire russe en Syrie, a été abattu par un tireur d'élite ukrainien. Cette perte est perçue comme étant significative et capable de réduire le moral des troupes russes,.
Le ministère de la Défense russe admet que 498 militaires russes ont été tués et 1 597 blessés, depuis le début de l'invasion,,. L'Ukraine affirme que plus de 5 840 soldats russes ont été tués et 2 000 civils sont morts.
Ce même jour deux chasseurs Su-27 « Flanker » et deux bombardiers Su-24 « Fencer » violent l'espace aérien suédois au-dessus de l'île de Gotland. Une colonne militaire russe est abandonnée dans la région de Soumy[source insuffisante].
Selon Ukrayinska Pravda, en référence à une source des services de renseignement ukrainiens, Viktor Ianoukovytch (ancien président ukrainien aux sympathies prorusses évincé à la suite de la révolution de la Dignité) se trouve à Minsk, en Biélorussie. En cas de prise de contrôle de Kiev par les Russes, ceux-ci ont l'intention de l'installer au pouvoir,. D'autres analystes pensent que Poutine pourrait nommer le prorusse Viktor Medvedtchouk président après la capitulation du gouvernement ukrainien actuel.
Sergueï Lavrov, le ministre russe des Affaires étrangères, accuse l'OTAN et l'UE de vouloir déclencher une guerre nucléaire et avertit que « la Troisième Guerre mondiale serait nucléaire et destructrice ».
Le Service fédéral de supervision des communications, des technologies de l'information et des médias de masse (Roskomnadzor) — un service exécutif fédéral russe chargé de superviser les médias — exige la suppression de l'article de la Wikipédia russophone portant sur l'invasion de l'Ukraine par la Russie en 2022, sous peine de blocage de Wikipédia en russe.
L'Agence internationale de l'énergie atomique annonce avoir été informée par la Russie de la prise de contrôle de la zone entourant la centrale nucléaire de Zaporijjia.

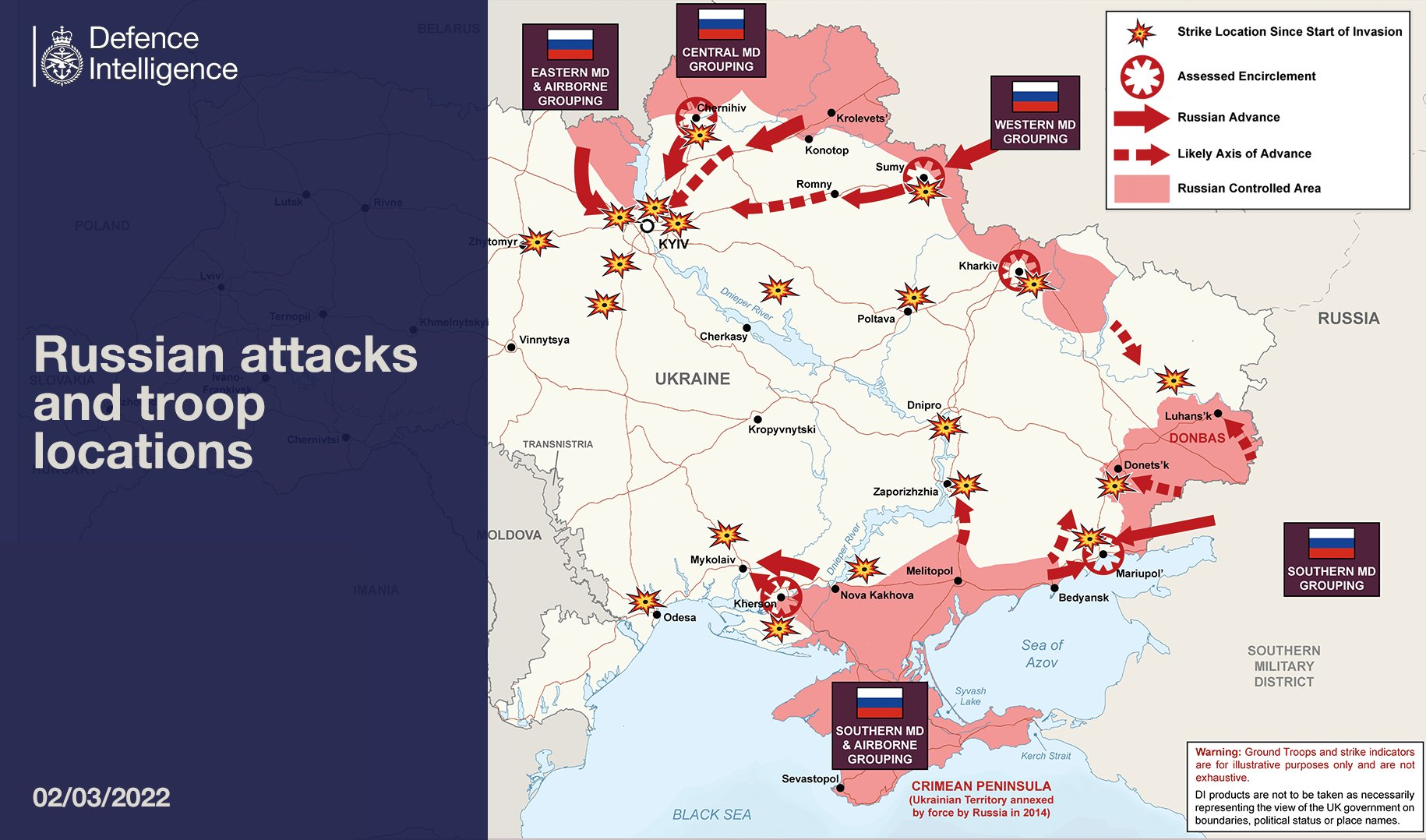
Situation au 2 mars 2022

### 3 mars
Une deuxième séance de pourparlers a eu lieu à Belovejskaïa Pouchtcha, municipalité biélorusse à proximité de la Pologne : le principal résultat de cette séance est un commun accord pour l'établissement de couloirs humanitaires, en raison des besoins criants d'obtenir des médicaments et de la nourriture, ainsi que d'évacuer les civils. Cet accord prévoirait également la possibilité d'un cessez-le-feu durant les évacuations. Malgré cette avancée, les hostilités menacent de s'intensifier et une troisième ronde de pourparlers devrait avoir lieu dans les jours à suivre. Le Président Zelensky interpelle son homologue russe, souhaitant vouloir négocier directement avec lui. Dans un communiqué de presse, Sergueï Lavrov, ministre russe des Affaires étrangères, exprime sa certitude qu'une entente sera conclue entre les belligérants, mais évoque la possibilité d'un conflit nucléaire,.
Le cargo estonien Helt coule après une explosion près d'Odessa ; les six membres d'équipage à bord du navire ont survécu,.
Alors qu'elle était en réparation dans le port de Mykolaïv, la frégate et navire amiral de la flotte ukrainienne Hetman Sahaydatchniy est sabordée pour éviter qu'elle tombe entre les mains des Russes.
Le ministère fédéral allemand des Affaires économiques autorise la fourniture de 2 700 missiles sol-air (SAM) à l'Ukraine. La Verkhovna Rada adopte une loi autorisant la saisie d'actifs appartenant au gouvernement ou à des ressortissants russes.
Le ministère russe de la Défense revendique la prise de Balakliia.
Des responsables ukrainiens locaux confirment la chute de Kherson, première grande ville ukrainienne à tomber aux mains des Russes,. Les autorités ukrainiennes et le maire de la ville ont discuté des règles d'occupation, recommandant aux citoyens de « ne pas entrer en conflit » avec les occupants et de demeurer à l'intérieur,. Les Russes poursuivent leur offensive dans le sud de l'Ukraine, notamment à Kherson et à Marioupol, où l'on redoute un siège et où les habitants n'ont plus d'eau ou d'électricité depuis le 1er mars. Cette ville représente une cible stratégique vu sa proximité au Donbass et à la Crimée. Les forces armées russes de ces deux régions sont parvenues à se rejoindre sur les côtes de la mer d'Azov. La ville de Mykolaïv, qui compte 477 000 habitants, pourrait être la prochaine cible de l'avancée des Russes dans le sud. Quelque 800 chars russes seraient en route vers cette ville. À Odessa, un groupe de navires amphibies russes serait en route vers le port. Au large de la ville, deux navires commerciaux sont naufragés en raison d'explosions dans la mer Noire et plusieurs membres de l'équipage manquent à l'appel.
Au nord, au moins trente-trois personnes sont mortes dans une frappe russe qui a touché deux écoles et des habitations dans la ville de Tchernihiv, au nord-est de Kiev,. À Kiev, des explosions se sont faites entendre, lesquelles seraient le résultat de l'interception de missiles russes par des systèmes de défense antimissile. Des milliers d'habitants seraient cachés dans les tunnels du métro de la ville pour se protéger des frappes aériennes. À Kharkiv, tout comme à Kiev, la population s'est réfugiée dans les tunnels du métro. L'électricité, le chauffage et l'eau courante manquent parfois, les supermarchés n'ouvrent que pendant quelques heures et leurs rayons sont dégarnis.
À Dnipro, ville somme toute épargnée jusqu'à maintenant, les habitants anticipent une attaque russe prochaine. Ils préparent des sacs de sable et fabriquent des cocktails Molotov. Au sud, les Ukrainiens tentent de repousser l'assaut russe sur la centrale nucléaire de la ville de Zaporijjia, la plus importante centrale nucléaire du pays selon Anton Gerachtchenko, conseiller au ministère de l'Intérieur ukrainien. Désormais, les trains se dirigeant vers l'ouest du pays servent uniquement à évacuer la population. Les femmes, les enfants et les personnes âgées ont priorité et peuvent voyager sans billet.
Le président ukrainien Zelensky aurait par ailleurs échappé à trois tentatives d'assassinat. Ces tentatives sont menées par des troupes tchétchènes, dites « Kadyrovtsy », dirigées par Ramzan Kadyrov et des mercenaires du groupe Wagner, milice russe non officielle mais proche du Kremlin. 400 membres de ce groupe auraient infiltré Kiev en janvier, le plan étant de profiter de la pagaille à venir pour assassiner la tête de l'État ukrainien. Les tentatives auraient été empêchées grâce à la résistance ukrainienne et la divulgation d'informations aux membres de la garde rapprochée du Président Zelensky par des membres dissidents du FSB. Depuis, des mesures de sécurité plus strictes ont été adoptées par l'entourage de Zelensky. Une première tentative a eu lieu le 27 février 2022.
Le Président Zelensky appelle à la tenue des pourparlers directs avec le Président Poutine, affirmant qu'ils sont « le seul moyen d'arrêter cette guerre ».
Les États-Unis affirment qu'environ 90 % des forces russes qui s'étaient rassemblées autour de l'Ukraine avant l'invasion sont dorénavant entrées dans le pays.
Le décompte exact des victimes reste incertain. Le ministère de la Défense de l'Ukraine affirme que le bilan de morts russes s'élève à neuf mille et que deux mille civils ukrainiens ont perdu la vie. L'Ukraine ne communique toutefois aucun chiffre sur ses pertes militaires. De son côté, la Russie estime plutôt ses propres pertes à cinq cents morts et à mille six cents blessés. Le Haut-Commissariat des Nations unies aux droits de l'homme dénombre 249 victimes civiles, bien qu'il estime que le nombre réel puisse être nettement plus élevé.
En Russie, la tension monte d'un cran en réaction à l'invasion de l'Ukraine. Des manifestations en opposition à l'offensive russe continuent d'avoir lieu dans les grandes villes russes malgré les nombreuses arrestations (environ 6 400 détenus). Plusieurs figures publiques russes ont condamné l'offensive militaire. De nombreux civils s'étant exprimés ouvertement en ce sens ou ayant participé à des manifestations ont été détenus par la police et ont reçu des amendes. Les manifestations s'organisent à l'aide de messageries instantanées chiffrées et non censurées sur Internet,. Le géant Lukoil, seconde société pétrolière de Russie, devient la première entreprise d'envergure à condamner « sans réserve » l'invasion de l'Ukraine. Voyant sa capitalisation déjà chancelante encaisser un coup fatal, la plus grande banque de Russie, Sberbank, annonce son retrait du marché européen (excepté en Suisse) et fera l'objet d'une « procédure d'insolvabilité » en Autriche.
Alors que des négociations se déroulent à Istanbul fin mars, on apprend que trois personnes de la délégation ukrainienne, dont Roman Abramovitch ont été victimes d'un empoisonnement chimique le 3 mars. Ils menaient alors des négociations avec les autorités russes,.

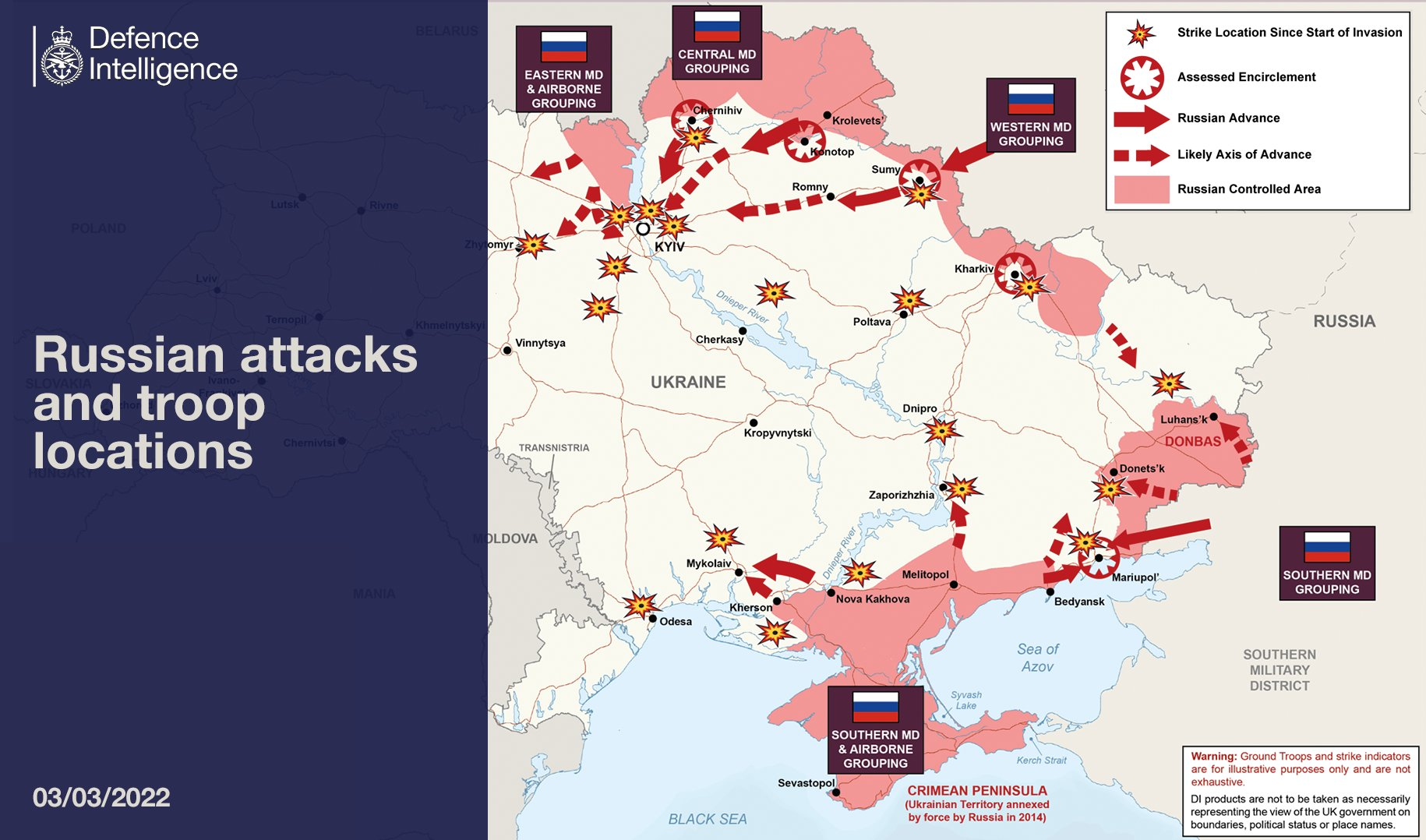
Situation au 3 mars 2022

### 4 mars
Vers 6 h, des soldats russes effectuent des tirs, incluant des fusées éclairantes, sur le site de la centrale nucléaire de Zaporijjia, première centrale nucléaire européenne en importance,,,. Un « projectile russe » finit par causer un incendie atteignant un centre de formation et un laboratoire,. Après une bataille tuant trois soldats ukrainiens, les troupes russes occupent la centrale électrique. Les pompiers sont dans un premier temps incapables de combattre le brasier, en raison de tirs russes, mais lorsqu'ils purent accéder plus tard au site, l'incendie a pu être éteint, et l'Agence internationale de l'énergie atomique (AIEA) rapporte qu'aucun matériel essentiel n'a été endommagé et que les niveaux de radioactivité restent inchangés. Cet incident aurait pu causer une catastrophe nucléaire. Le représentant du ministère russe de la Défense, Igor Konachenkov, dénonce une tentative de provocation par un groupe de sabotage ukrainien, dont le but est d'accuser la Russie de « créer un foyer de contamination radioactive ». À son tour, le secrétaire du Conseil de la sécurité nationale et de la défense d'Ukraine, Oleksiy Danilov, estime que le bombardement de la centrale électrique a été effectué exclusivement par la partie russe.
Le secrétaire général de l'OTAN, Jens Stoltenberg, rejette la demande de l'Ukraine d'imposer une zone d'exclusion aérienne au-dessus du pays, déclarant que cela conduirait à une guerre totale avec la Russie. Le président ukrainien Zelensky déplore le refus de l'OTAN d'imposer une zone d'exclusion aérienne en Ukraine, vu la capacité nettement supérieure de l'armée russe en matière d'aviation. La Russie a tiré plus de 500 missiles sur l'Ukraine et son convoi au nord de Kiev stationne à 25 km de la capitale d'après les États-Unis.
Le président russe Poutine signe un décret prévoyant jusqu'à quinze ans de prison et de très fortes amendes pour quiconque exprimerait publiquement des propos « mensongers » sur l'armée russe ou l'« opération militaire spéciale ». En réponse à cette loi, de nombreux médias internationaux dont la BBC décident de suspendre temporairement leurs activités en Russie,. Poutine dément également les rumeurs selon lesquelles la loi martiale pourrait être imposée en Russie.

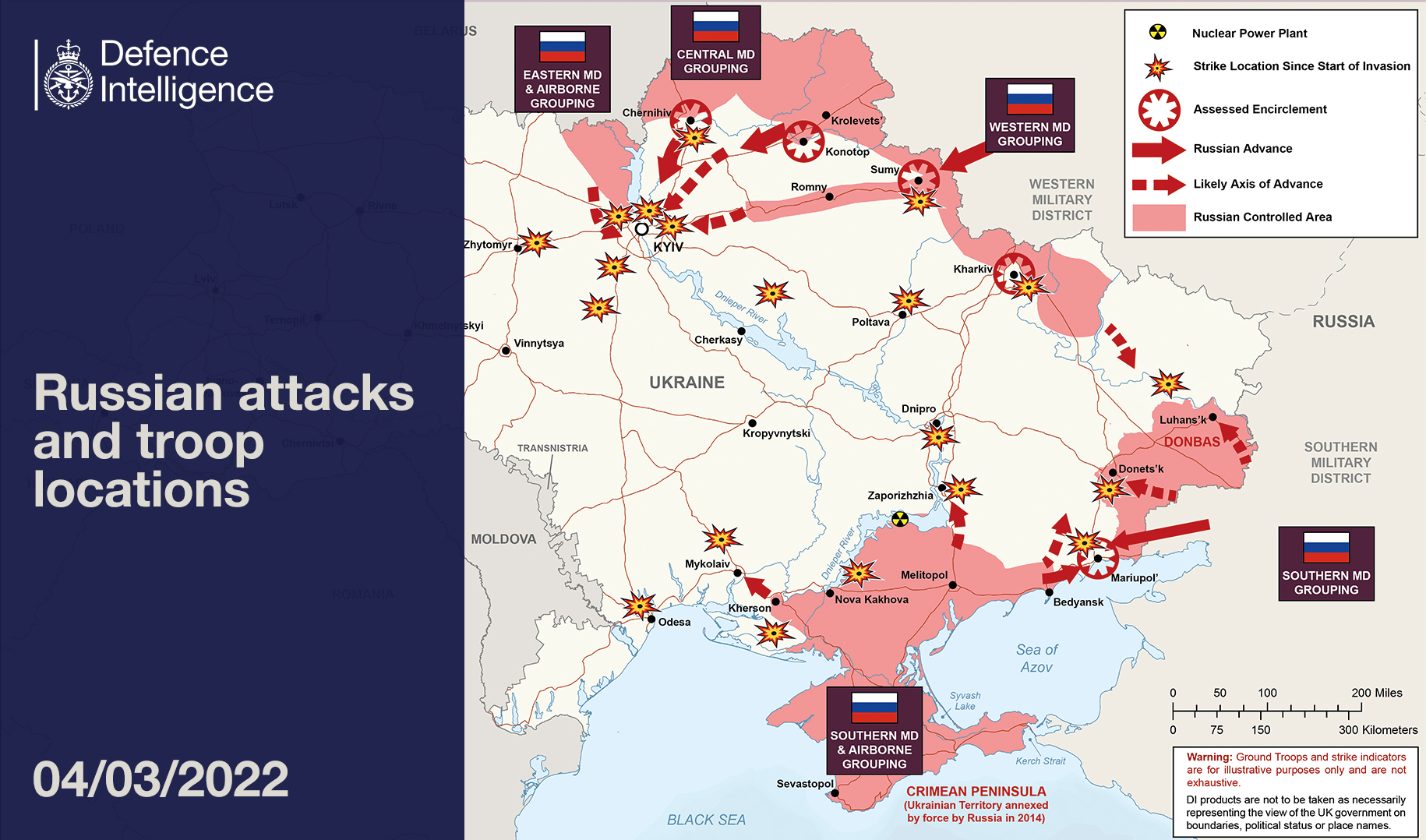
Situation au 4 mars 2022
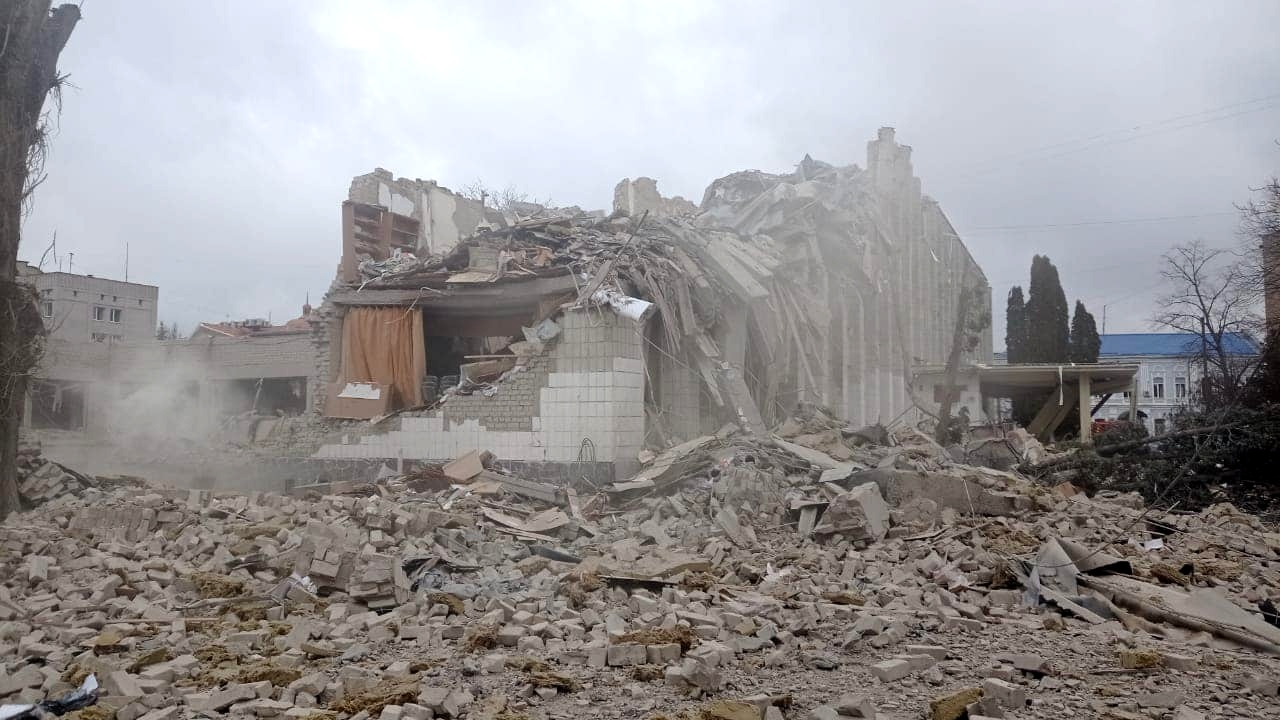
École à Jytomyr après une frappe aérienne le 4 mars 2022.
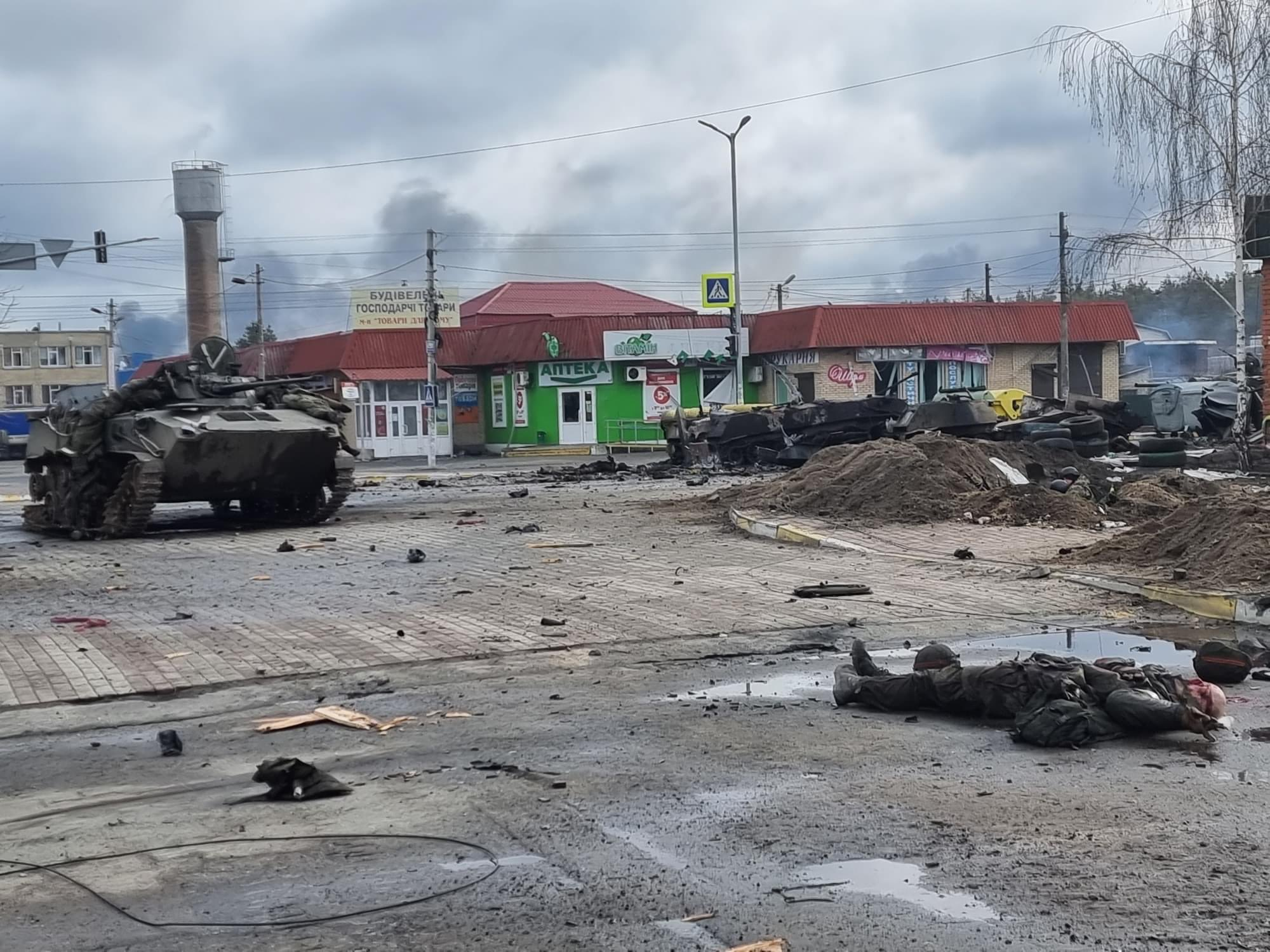
Séquelles de l'accrochage du 4 mars 2022 à Hostomel.

### 5 mars
En matinée, à la suite d'une entente conclue entre les belligérants deux jours auparavant, le ministère russe de la Défense annonce la mise en œuvre d'un cessez-le-feu jusqu'à 16 h, et l'ouverture de couloirs humanitaires pour évacuer les habitants des villes de Marioupol et de Volnovakha. Néanmoins, les évacuations prévues à Marioupol sont reportées en raison de violations du cessez-le-feu. Du côté ukrainien, on reproche à Moscou de ne pas avoir respecté l'entente. Les bombardements, au lieu de cesser, auraient augmenté en intensité et en fréquence et frapperaient notamment des écoles et des hôpitaux. Le général russe Mikhaïl Mizintsev affirme au contraire que la Russie a respecté l'entente, que les couloirs humanitaires vers la frontière russe sont mis en place, que les Ukrainiens en entravent le fonctionnement et que ces derniers utilisent les civils comme boucliers humains. Les Russes reprennent de plus belle l'offensive contre le port de Marioupol.
L'un des négociateurs ukrainiens, Denis Kireïev, aurait été assassiné à Kiev, par les services de renseignement ukrainiens (voir Direction générale du renseignement du ministère de la Défense ukrainien) au motif incertain de trahison en faveur de la Russie.
Vladimir Joga, commandant du bataillon Sparta des forces séparatistes, est tué durant la bataille de Volnovakha,.
Poutine menace ceux qui voudraient établir une zone d'exclusion aérienne en Ukraine, et considérerait l'initiative comme une participation au conflit et une menace envers l'armée russe. Il parle des sanctions économiques imposées par les pays d'Occident comme semblables à une déclaration de guerre,.

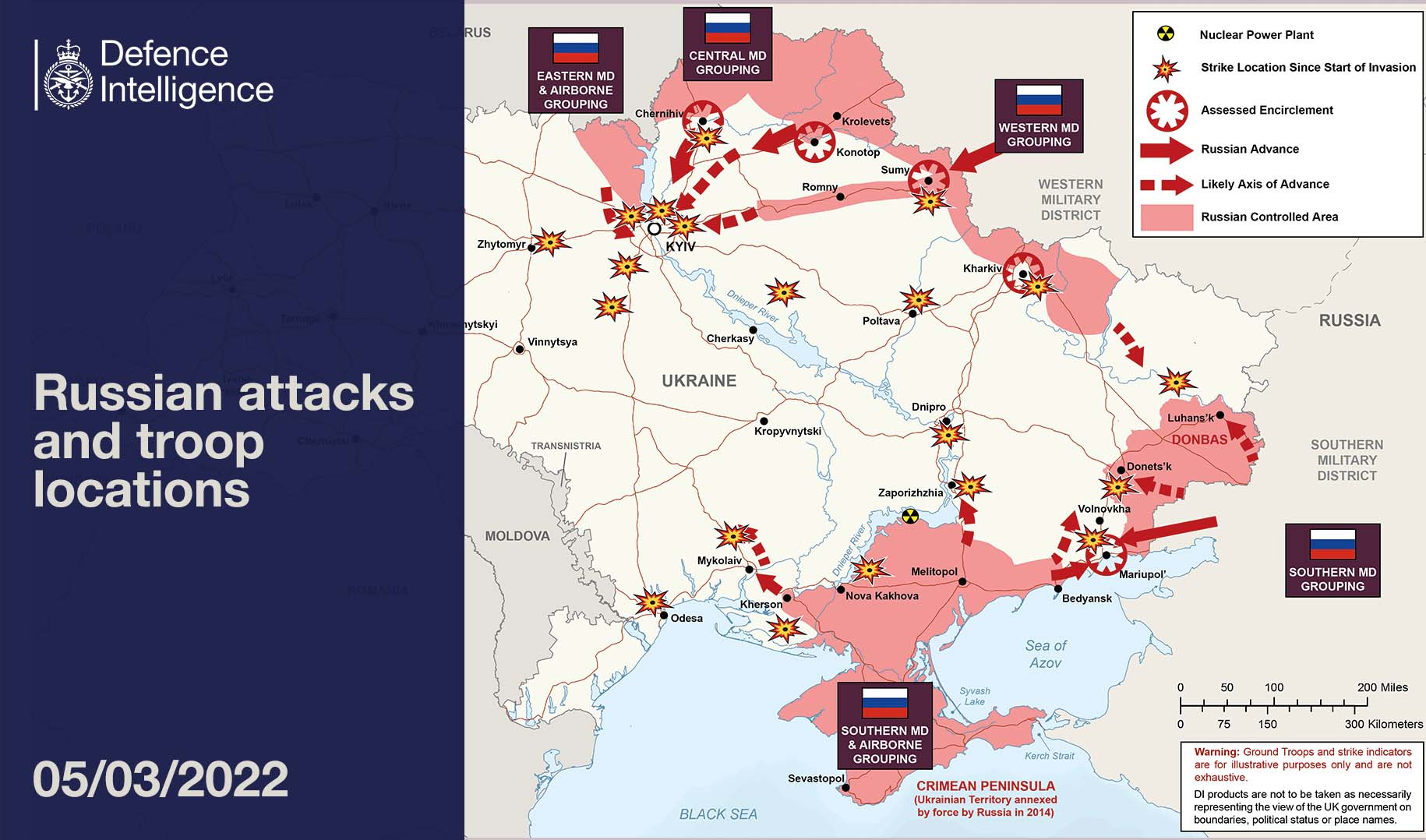
Situation au 5 mars 2022

### 6 mars

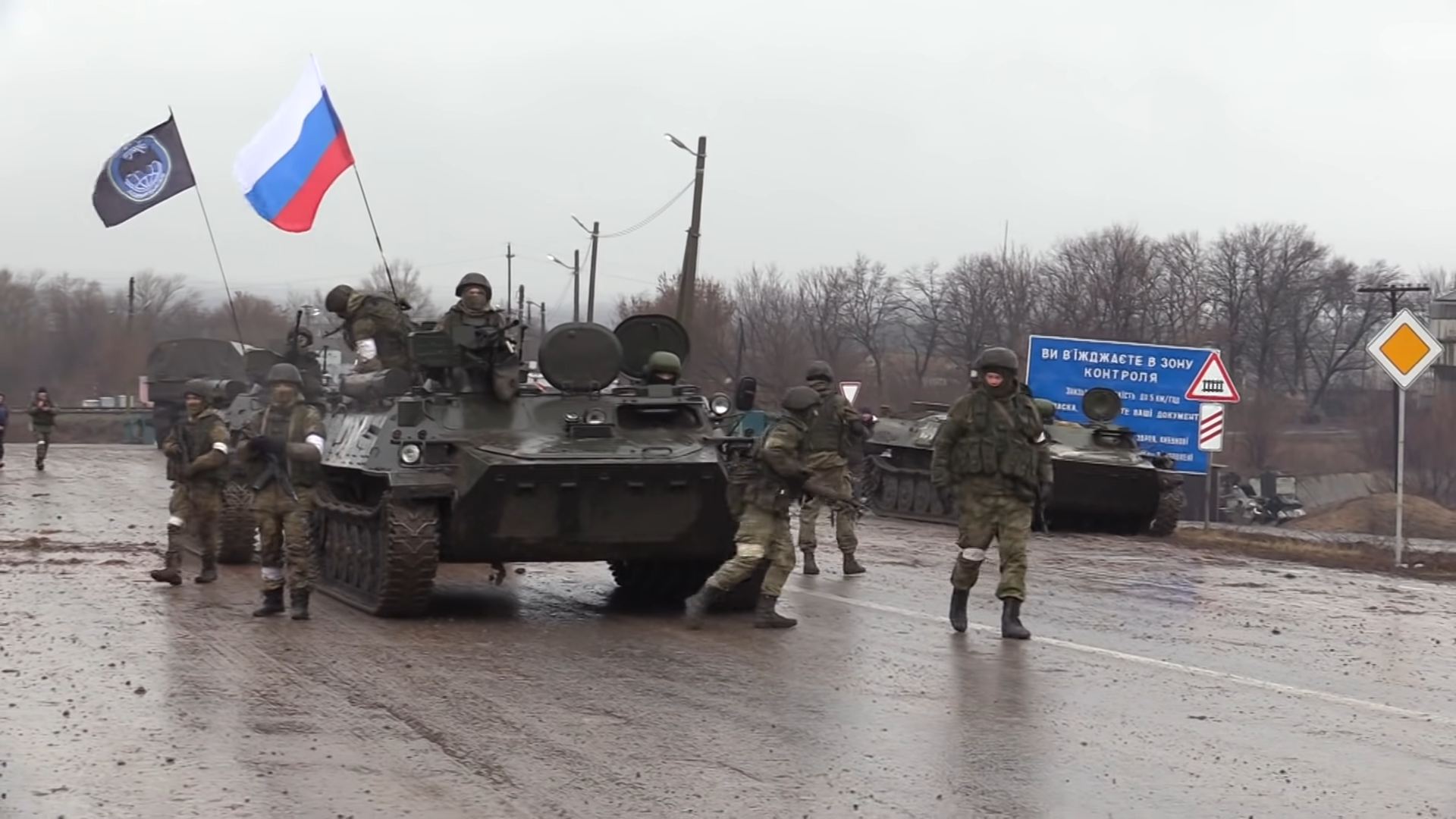
Troupes russes à Novoaïdar le 6 mars.

Le maire de Marioupol affirme que sa ville, assiégée par les forces russes, est soumise à un « blocus humanitaire » et à d'intenses bombardements. Il déclare que « la ville de Marioupol n'existe plus ».
L'état-major ukrainien indique, dans un communiqué, que les forces armées russes et ukrainiennes « mènent de violents combats » dans les villes ukrainiennes de Mykolaïv et Tchernihiv.
Une équipe journalistique de la chaîne de télévision britannique Sky News est attaquée à Kiev, alors qu'elle est à bord de sa voiture. Un journaliste est blessé par une balle dans le dos, tandis qu'un cadreur, protégé par son gilet pare-balles, reçoit deux balles en tentant de fuir. Les membres de l'équipe ont crié qu'ils étaient des journalistes et ont trouvé refuge dans une usine où des personnes leur ont ouvert la porte. Ils soupçonnent les auteurs de cet acte d'être un « commando de sabotage » russe. La Tour de télévision de Kharkiv est la cible d'un bombardement aérien.
Le président ukrainien Volodymyr Zelensky annonce s'être entretenu avec son homologue américain Joe Biden. D'après lui, cet échange a été l'occasion d'évoquer des « questions de sécurité », le « soutien financier pour l'Ukraine » et la « poursuite des sanctions contre la Russie ». Le président turc, Recep Tayyip Erdogan, a exigé un « cessez-le-feu général urgent » en territoire ukrainien afin de répondre aux besoins humanitaires urgents au cours d'une conversation téléphonique avec le chef d'état russe. La Turquie souhaite offrir une occasion aux ministres des Affaires étrangères des deux pays belligérants de se rencontrer sous peu au Forum diplomatique d'Antalya. Elle réclame l'ouverture de couloirs humanitaires et se dit prête à apporter toute forme d'aide possible pour rétablir la paix. Poutine réaffirme que seules la satisfaction de ses demandes et la « cessation des hostilités de Kiev » le convaincront d'interrompre son opération militaire. La Turquie entretient de bonnes relations avec les deux pays et son économie dépend considérablement des liens qu'elle entretient avec la Russie.

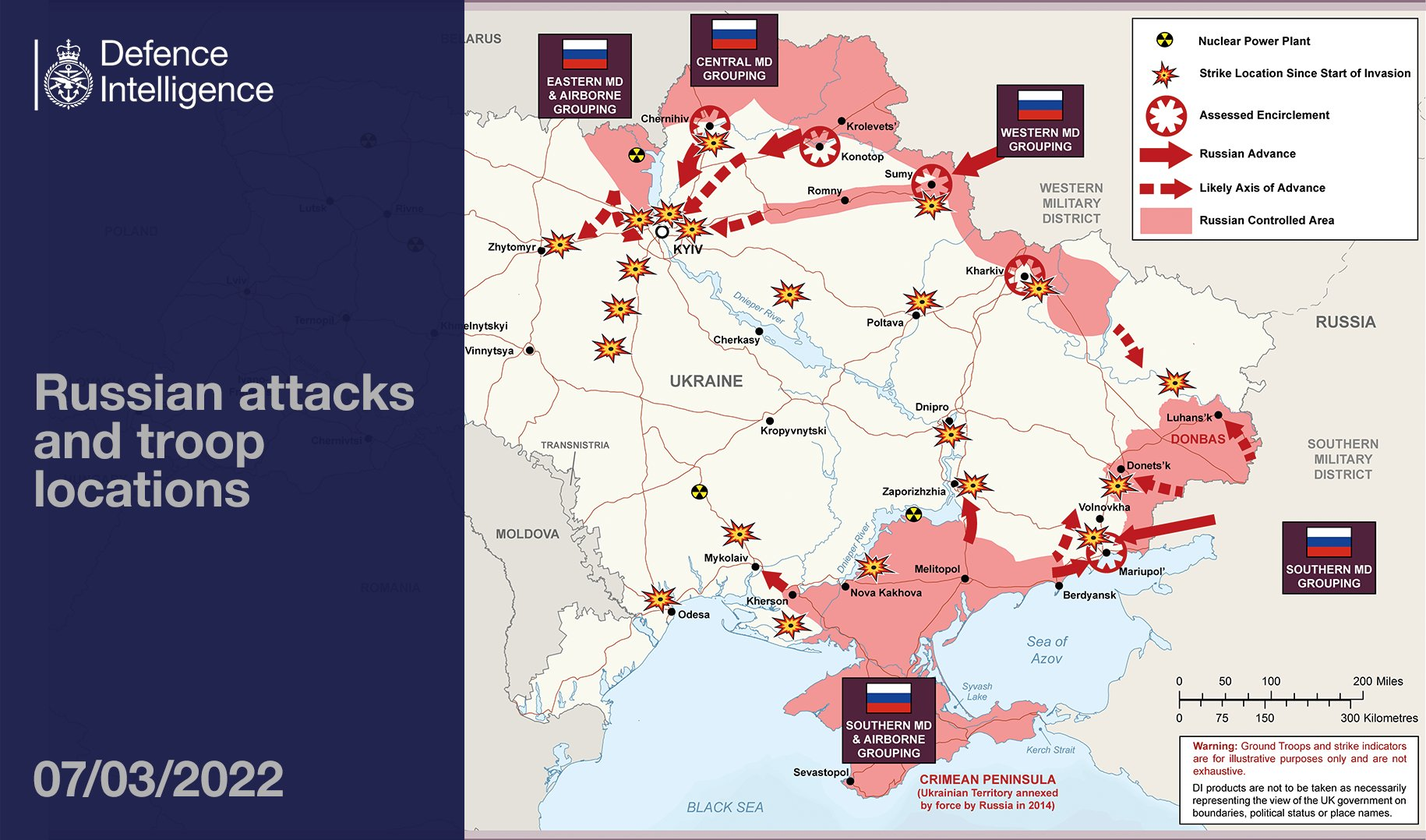
Situation au 7 mars 2022

### 7 mars
D'après un communiqué du conseil municipal de Hostomel du 7 mars, le maire de la ville Yuri Prilipko a été tué par les forces russes. Les services d'urgence locaux annoncent la perte de 13 civils de Makariv, tués lors d'une frappe aérienne. Les villes de Vassylivka, Tokmak et Polohy passent sous contrôle de l'armée russe.
Vitaliy Kim, le gouverneur de l'oblast de Mykolaïv, déclare que les forces ukrainiennes ont repris l'aéroport international de Mykolaïv. Les forces armées ukrainiennes affirment quant à elles la reprise de Tchouhouïv lors d'une contre-attaque dans la nuit, ajoutant avoir tué deux commandants russes.
En début de journée, la Russie annonce de manière unilatérale ouvrir six couloirs humanitaires entre les villes de Kharkiv, Kiev, Marioupol et Soumy et la frontière de la Biélorussie et de la Russie uniquement[source insuffisante]. Selon la Russie, l'initiative est une réponse à la demande d'Emmanuel Macron, ce que l'Élysée dément aussitôt. Cette décision est critiquée par le gouvernement ukrainien qui estime que seuls deux d'entre eux mènent vers d'autres territoires ukrainiens, les autres ayant pour seule destination la Russie ou la Biélorussie.
Une troisième session de négociations entre les délégations russe et ukrainienne s'ouvre à Belovejskaïa Pouchtcha[réf. nécessaire].
Les forces russes progressent sur tous les fronts en direction de Kiev.
Selon un responsable américain de la défense, la Russie a actuellement déployé près de 100 % des forces rassemblées autour de l'Ukraine avant l'invasion. Leurs forces ont tiré plus de 625 missiles depuis le début de l'opération.
Après la mort du général russe Andreï Soukhovetski, le 2 mars, les autorités ukrainiennes annoncent qu'un deuxième général russe, Vitali Guerassimov,, a été tué près de Kharkiv, avec plusieurs autres hauts responsables russes d'après les autorités ukrainiennes,,. Le groupe de vérification des faits ROSO basé aux Pays-Bas, Bellingcat, a déclaré qu'il avait confirmé le décès en accédant à une interception ukrainienne de communications russes, ainsi qu'au moyen d'une « source russe »,. Le Kremlin ne confirme pour le moment pas la mort de ce général.
Dans la nuit, deux missiles russes touchent des dépôts pétroliers à Jytomyr et Tcherniakhiv, les incendiant.
Dans la soirée, selon des points de vente en ligne russes, la ville d'Izioum (défendue par la 81e brigade mobile par air ukrainienne), qui s'avère être un nœud de transport important, est capturée par les forces russes. L'allégation n'est cependant pas officiellement confirmée.

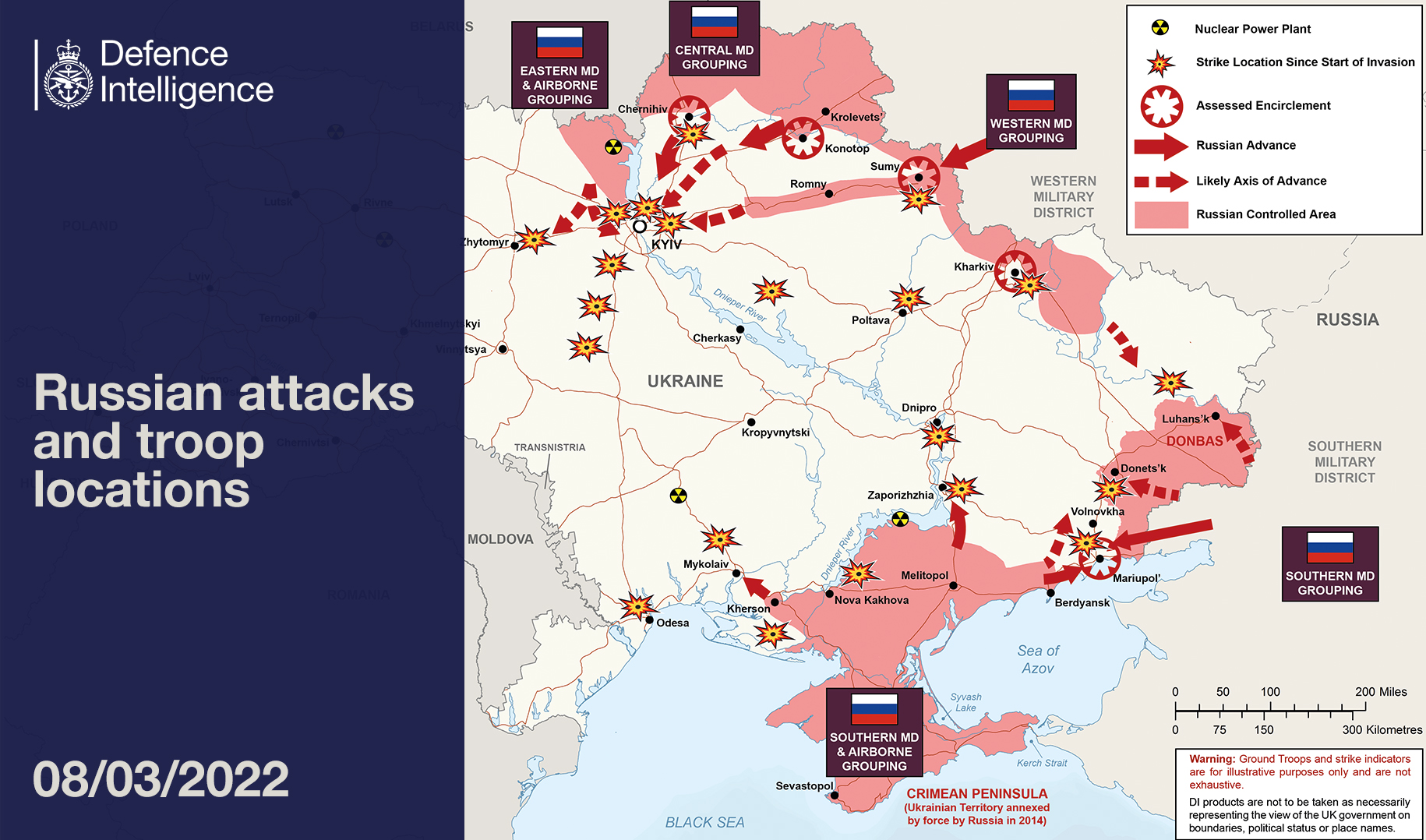
Situation au 8 mars 2022
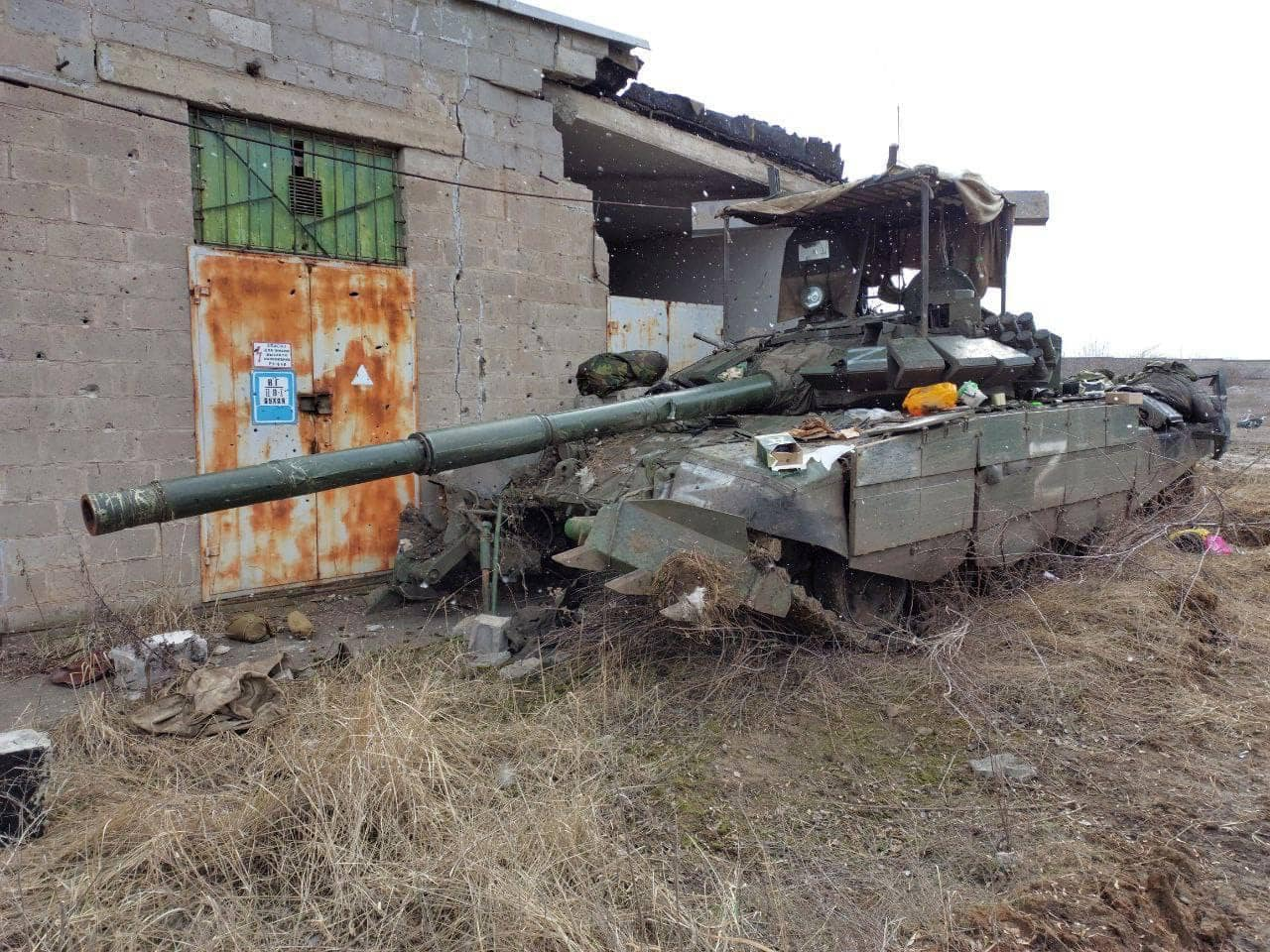
Char russe endommagé par les troupes ukrainiennes à Marioupol, le 7 mars.

### 8 mars
Dans la matinée, l'armée ukrainienne déclare avoir repoussé une attaque russe aux alentours d'Izioum. Des civils ont commencé à évacuer la ville de Soumy, effrayés par un bombardement la veille, au cours duquel au moins vingt-et-une personnes ont été tuées. À Irpin, environ deux mille habitants ont pu s'extraire de la ville selon la police, alors que le seuil de 2 millions de réfugiés ayant fui l'Ukraine depuis l'offensive russe est atteint. Dans la région de Tchernihiv, au nord de Kiev, trois adultes ont été tués et trois enfants blessés par une mine antipersonnel d'après Liudmyla Denisova, chargée des droits humains auprès du Parlement ukrainien. Les Russes pilonnent Mykolaïv, dernier verrou sur la route d'Odessa.
Le président chinois Xi Jinping apporte son soutien à l'action de la France et de l'Allemagne pour un cessez-le-feu en Ukraine. Plus tard dans la journée, le président des États-Unis Joe Biden annonce un embargo sur les importations américaines de pétrole et de gaz russes.
Le Président Zelensky déclare ne plus insister sur une adhésion de l'Ukraine à l'OTAN.

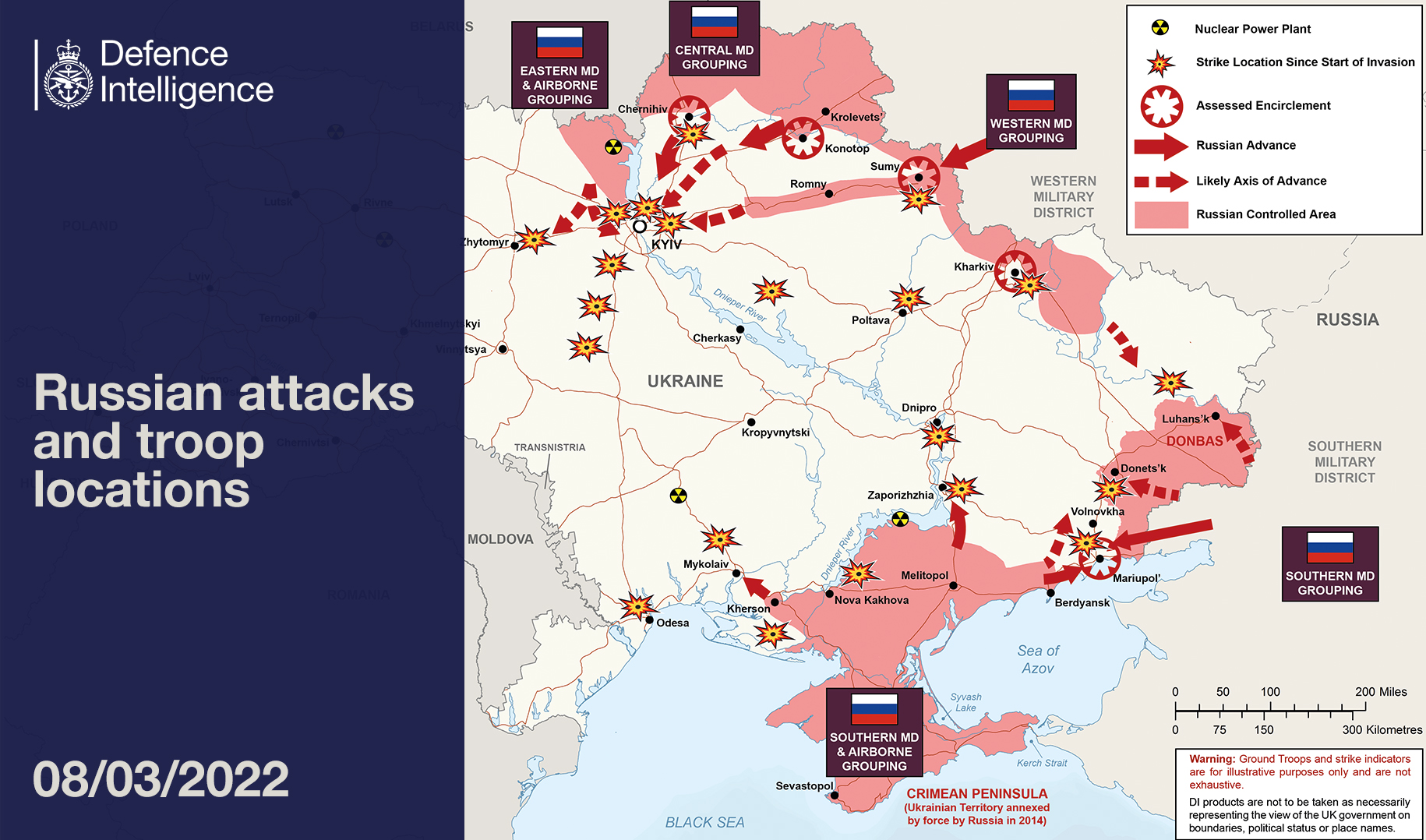
Situation au 8 mars 2022

### 9 mars
Au quatorzième jour de l'invasion, les forces russes encerclent au moins quatre villes : Kharkiv, Soumy, Tchernihiv et Kiev, toujours sous contrôle ukrainien, qui se préparent à un assaut prochain.
Les systèmes de sécurité de la centrale nucléaire de Tchernobyl sont privés d'électricité pendant trois jours,.
Les Russes bombardent un hôpital pédiatrique à Marioupol, faisant au moins trois morts dont une fillette et dix-sept blessés.
La Russie et l'Ukraine trouvent un accord sur des cessez-le-feu afin de permettre la mise en place de plusieurs couloirs humanitaires autour de zones durement frappées par les combats ces derniers jours,. Davyd Arakhamia, un négociateur ukrainien en pourparlers avec la Russie, annonce que plus de quarante mille civils ont été évacués de différentes villes au cours de la journée.
L'OTAN maintient sa position en refusant d'instaurer une zone d'exclusion aérienne en Ukraine par peur de déclencher une guerre totale. Le Président Zelensky est prêt à discuter du statut des deux républiques autoproclamées de Donetsk et de Lougansk[réf. nécessaire]. Le porte-parole du ministère chinois des affaires étrangères Zhao Lijian déclare que l'OTAN a poussé jusqu'à un point de rupture les tensions entre la Russie et l'Ukraine.

### 10 mars
Selon la Russie, dans la nuit du 9 au 10 mars, l'aviation russe a frappé plus de 68 cibles militaires, dont 2 installations du système de commandement et de contrôle des forces armées ukrainiennes, 12 installations logistiques et 3 systèmes SAM 9K33 Osa.
Un communiqué du ministère russe de la Défense annonce l'ouverture de couloirs humanitaires vers la Russie tous les jours à partir de 10 h 00.
Selon un haut responsable du département américain de la Défense, l'armée russe déployée à l'ouest de Kiev a avancé d'environ 5 kilomètres vers le centre de la capitale, à proximité de l'aéroport de Hostomel. La colonne venant de l'est se trouve quant à elle à 40 kilomètres de Kiev. En outre, il affirme l'« isolation totale » de Tchernihiv,. L'armée russe bombarde Nijyn avec des MLRS Uragan.
Un véhicule équipé du système russe SAM Bouk est détruit par un drone ukrainien près de Piskivka[source insuffisante].
Les forces ukrainiennes ont tendu une embuscade à une colonne russe dans le raïon de Brovary, la forçant à battre en retraite après avoir détruit plusieurs chars et tué un commandant,.
Le 10 mars 2022, le ministre russe et le ministre ukrainien des Affaires étrangères se rencontrent en Turquie. La Turquie joue le rôle de médiateur lors de cette rencontre, afin d'essayer de parvenir à un accord de cessez-le-feu. Mais, le ministre ukrainien Dmytro Kouleba indique qu'il doute qu'il puisse trouver un accord avec le ministre russe Sergueï Lavrov. Le chef de la diplomatie européenne Josep Borrell réagit : « Les Russes bombardent systématiquement les villes ukrainiennes. Ils ont fait ça en Syrie, en Tchétchénie […]. Ils ne cherchent pas des objectifs militaires ». Ces pourparlers ne débouchent sur aucune avancée. Dans une conférence de presse donnée après cette rencontre, Sergueï Lavrov affirme que la Russie « n'a pas envahi l'Ukraine » et prétend que le bombardement la veille de la maternité de Marioupol a eu lieu parce que selon lui, elle « hébergeait en réalité le bataillon Azov et d'autres radicaux ». Enfin, que le régime Poutine n'a « jamais voulu la guerre et cherche à mettre fin au conflit actuel », tout en rappelant que les contacts russo-ukrainiens « doivent avoir une valeur ajoutée » ; cette « valeur ajoutée » étant la reddition de l'Ukraine. Pour Dmytro Kouleba, « Nous ne pouvons pas arrêter la guerre si le pays agresseur ne veut pas le faire ».

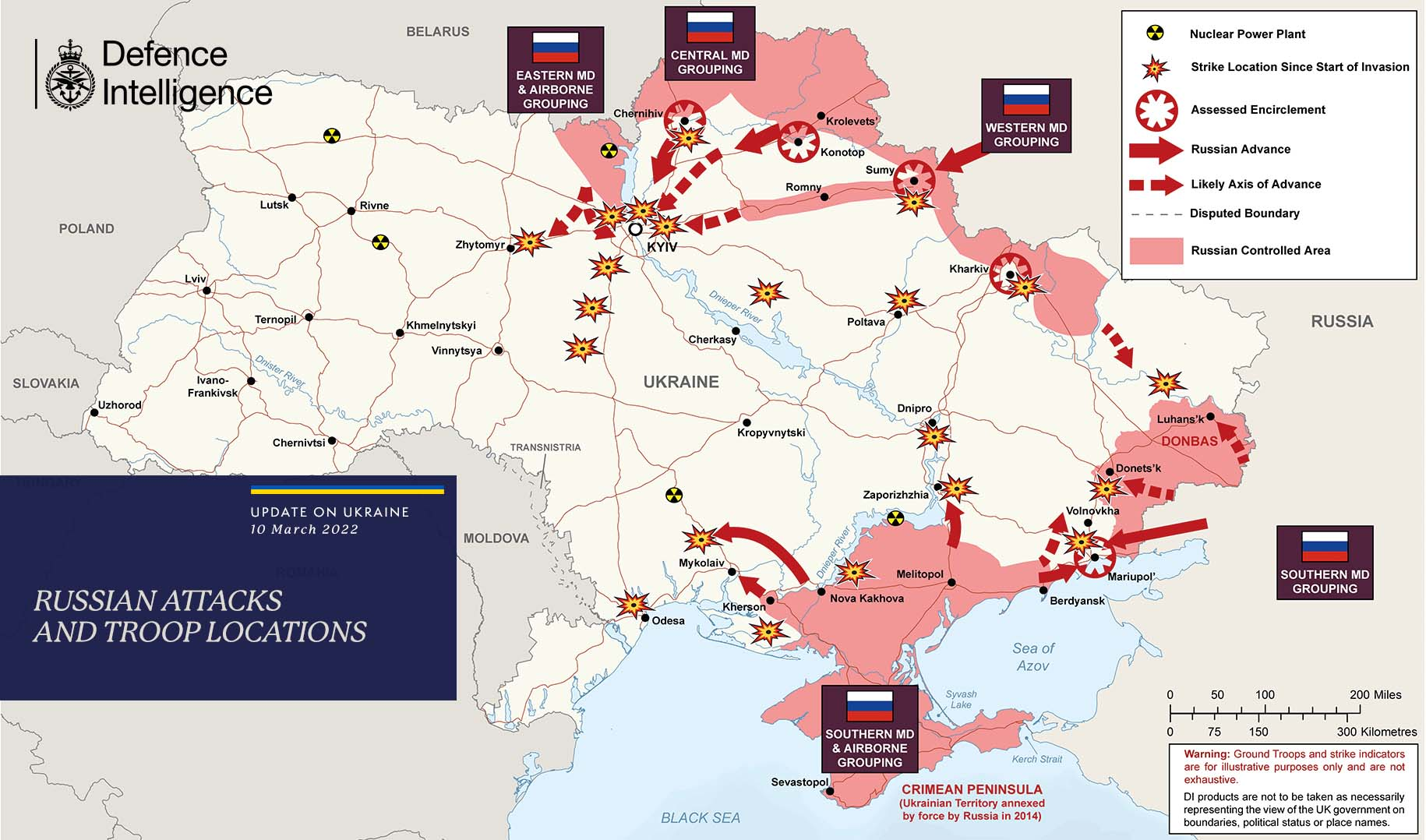
Situation les 10 et 11 mars 2022

### 11 mars
Les forces russes étendent leur offensive à l'ouest de l'Ukraine, ciblant Ivano-Frankivsk et Loutsk, oblast de Volhynie,. Quatre soldats ukrainiens sont tués et six autres blessés lors d'attaques à la roquette sur la base aérienne de Loutsk. Les bombardements entraînent la fermeture de deux chaufferies de Loutsk et sa base aérienne est détruite,. La ville de Dnipro est également bombardée, touchant une crèche et un immeuble résidentiel (1 civil mort), tandis que le ministère russe de la Défense affirme avoir neutralisé la base aérienne militaire de l'aéroport international d'Ivano-Frankivsk.
Selon des sources ukrainiennes, le maire de Melitopol, Ivan Fedorov, a été enlevé par des soldats russes après avoir refusé de coopérer. Selon les forces armées ukrainiennes, le major-général Andreï Kolesnikov, commandant de la 29e armée combinée depuis décembre 2021, théoriquement dépendante du district militaire est, casernée dans le kraï de Transbaïkalie, aurait été tué. Ceci en ferait le troisième général russe mort (après Andreï Soukhovetski et Vitali Guerassimov).
Les responsables occidentaux pensent qu'environ 20 généraux supérieurs russes ont participé personnellement à l'invasion pour motiver les troupes russes démoralisées,.
Les combats s'intensifient pendant la journée au nord-est et à l'est de Kiev. Le ministère russe de la Défense annonce la prise de Volnovakha par les forces de la république populaire de Donetsk. Selon l'armée de l'air ukrainienne, la Russie a mené une opération sous fausse bannière pour faire entrer les forces armées biélorusses dans la guerre, en déployant ses jets pour tirer sur le village de Kopani près de la frontière entre la Biélorussie et l'Ukraine depuis l'espace aérien ukrainien. Deux autres colonies biélorusses auraient également été attaquées. Cependant, ces informations sont démenties par le ministère biélorusse de la Défense.
La ville de Dnipro a été bombardée, touchant notamment une crèche et un immeuble résidentiel.
Le président russe Vladimir Poutine déclare vouloir faciliter l'envoi de combattants volontaires en Ukraine, en provenance notamment du Moyen-Orient et plus particulièrement de Syrie,. Il approuve le déploiement de seize mille volontaires du Moyen-Orient en Ukraine, le groupe Wagner ayant déjà revendiqué avoir recruté plus de quatre mille Syriens. Des combattants de la République centrafricaine ont également affirmé se préparer à combattre pour la Russie en Ukraine.
Selon l'ONU, environ 2,5 millions de personnes ont fui l'Ukraine.

### 12 mars
Volodymyr Zelensky annonce qu'environ mille trois cents soldats ukrainiens sont morts depuis le début de l’invasion russe,.
De violents combats se déroulent au nord de Kiev et autour d'autres villes assiégées pendant la journée, tandis que les responsables ukrainiens déclarent que les affrontements et les frappes aériennes russes menacent les évacuations civiles. Les bombardements russes prennent à nouveau pour cible la base aérienne de Vassylkiv : la maire de la ville, Natalia Balassynovitch, rapporte que huit missiles ont été tirés, détruisant la base aérienne et mettant le feu à ses réservoirs de carburant. L'information concernant la destruction de l'aérodrome militaire de Vassylkiv est confirmée par le ministère russe de la Défense, Igor Konachenkov, qui ajoute que le principal centre de renseignement radio et électronique des forces ukrainiennes situé à Brovary a été neutralisé à l'aide de missiles de haute précision à longue portée,,.
Alors que l'armée russe poursuit ses opérations sur de nombreux fronts, tout en ne parvenant toujours pas à s'emparer des villes de Kharkiv, au nord-est, et de Marioupol, sur la mer d'Azov, de nombreux tirs et bombardements sont entendus dans les villes de Kiev, Dnipro et Mykolaïv pendant la journée. Les forces séparatistes venues du Donbass progressent toutefois sur le terrain et le gros des troupes russes se rapproche du centre de Kiev, n'étant plus qu'à environ 25 kilomètres selon un communiqué du ministère de la Défense britannique.
Au cours de la journée, Dmytro Kouleba accuse le gouvernement russe de préparer un référendum à Kherson afin de créer une « république populaire de Kherson », qui serait dirigée par un gouvernement prorusse. Entre-temps, les forces de la république populaire de Donetsk détruisent Volnovakha.
L'état-major général des forces armées ukrainiennes déclare que l'avancée de la Russie a ralenti et a été stoppée sur de nombreux fronts. Entre-temps, la vice-première ministre ukrainienne Iryna Vereshchuk annonce qu'environ treize mille civils ont été évacués au cours de la journée.
L'Ukraine accuse la Russie d'avoir utilisé des bombes au phosphore lors d'attaques contre Popasna le 12 mars. Le monastère de Sviatohirsk Lavra est endommagé par des bombardements russes vers 22 h 00,,.
Dimitri Rogozine, directeur de Roscosmos, l'agence spatiale russe, affirme que les sanctions contre la Russie pourraient perturber le ravitaillement en carburant de la Station spatiale internationale (ISS) et ainsi engendrer sa chute vers la surface terrestre.

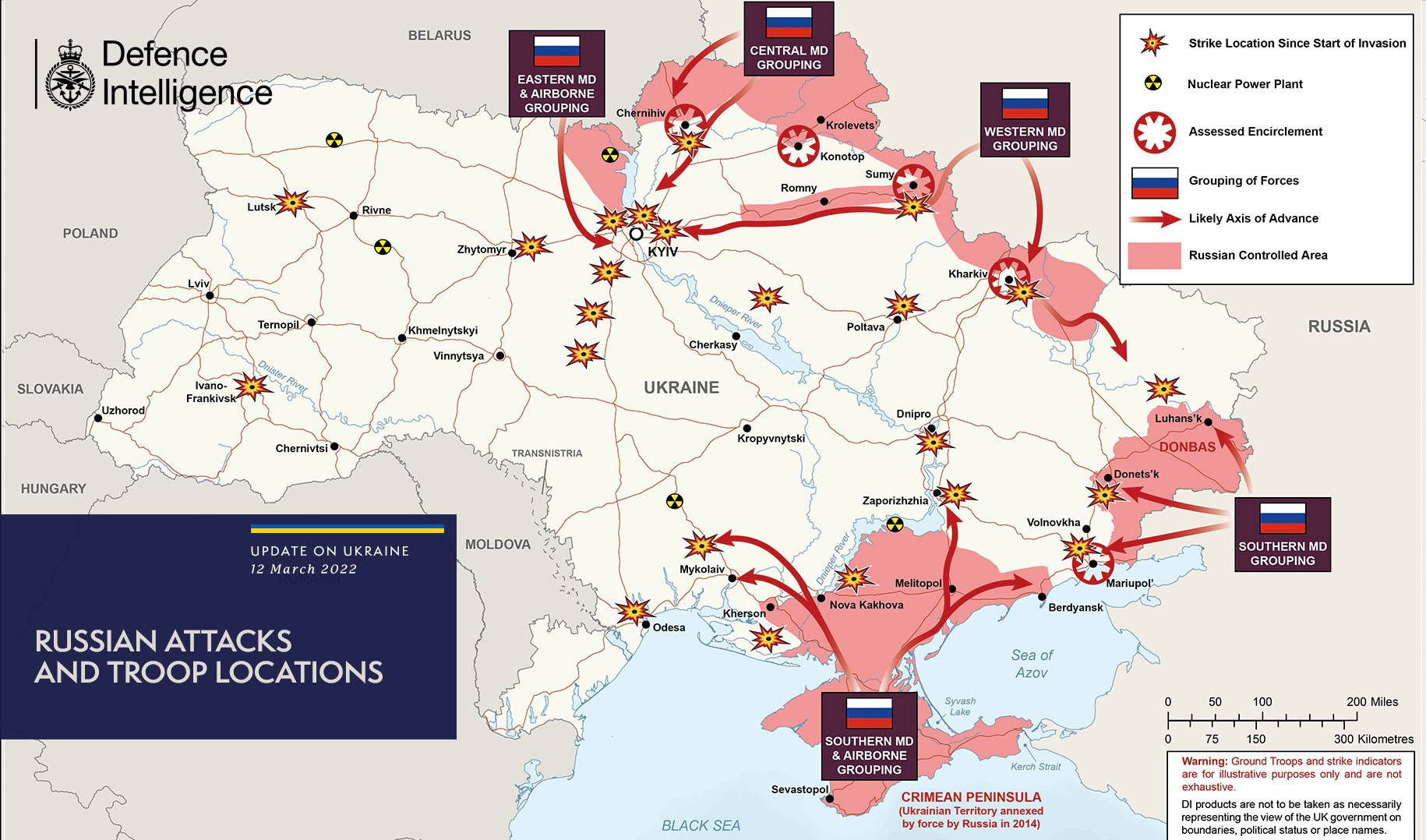
Situation au 12 mars 2022

### 13 mars
À 5 h 45 du matin, des missiles russes tirés d'avions venus de Saratov, bombardent le « Centre international pour le maintien de la paix et de la sécurité » qui se trouve sur la base militaire de Yavoriv, située à une quarantaine de kilomètres au nord-ouest de Lviv, près de la frontière polonaise,. Cette base a notamment servi de terrain d'entraînement aux forces ukrainiennes sous l'encadrement d'instructeurs étrangers, notamment américains et canadiens, et constituait également un des principaux centres servant aux exercices militaires conjoints entre les forces ukrainiennes et celles de l'OTAN,,. Elle accueillait de plus une partie de l'aide militaire livrée à l'Ukraine par les pays occidentaux ainsi que le camp de formation des volontaires étrangers,. Les frappes auraient fait au moins 35 morts et 134 blessés selon le gouverneur régional. La Russie affirme avoir tué au moins 180 mercenaires étrangers et détruit un nombre conséquent d'armes étrangères destinées aux forces ukrainiennes.
De violents combats sont signalés sur plusieurs fronts au cours de la journée. L'Ukraine affirme contre-attaquer dans l'oblast de Kharkiv et autour de Mykolaïv, tandis que le ministère britannique de la Défense estime que les forces russes tentent d'isoler l'ennemi dans l'est de l'Ukraine. La marine russe met en place un blocus maritime autour de la côte ukrainienne de la mer Noire, stoppant ainsi son commerce maritime international.
L'aéroport international d'Ivano-Frankivsk est de nouveau visé selon le maire de la ville,. Un journaliste américain, Brent Renaud, est tué par balles par les forces russes à Irpin pendant la journée.
Le Président Zelensky déclare que près de cent vingt-cinq mille civils ont été évacués dans le cadre de l'accord sur le couloir humanitaire, tandis que les négociateurs russes et ukrainiens ont fait état de progrès dans les pourparlers de paix.
Un drone de reconnaissance russe Orlan-10 non armé s'est écrasé dans le village de Tărpiu, en Roumanie,.

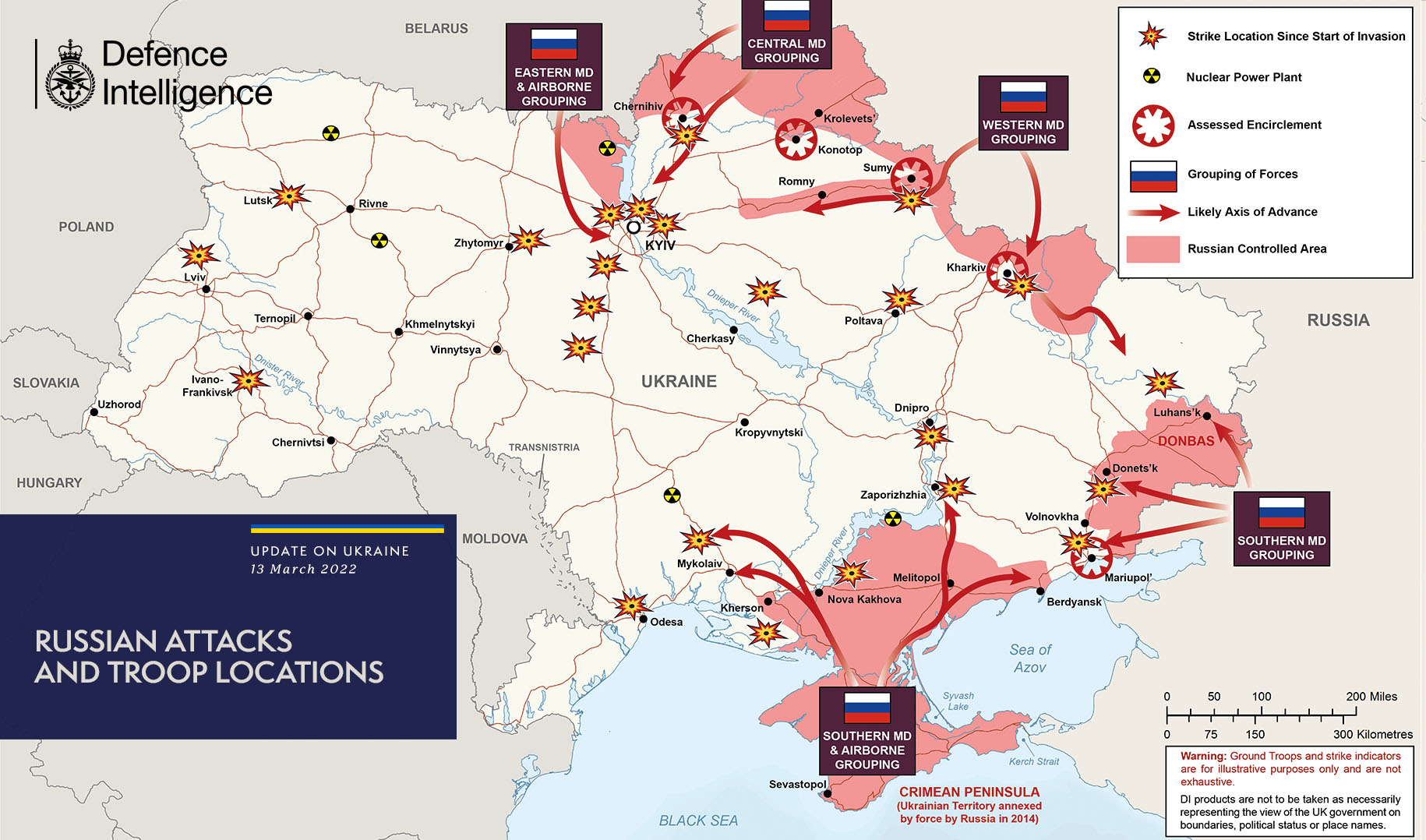
Situation au 13 mars 2022

### 14 mars
Dans la journée, le Kremlin annonce qu'il n'exclut pas de prendre le contrôle total des grandes villes ukrainiennes, ce qui peut engendrer des assauts de grande ampleur. Cependant Vladimir Poutine n'aurait annoncé aucun assaut pour le moment selon le porte-parole du Kremlin.
De nouvelles négociations entre la Russie et l'Ukraine continuent dans l'objectif d'un cessez-le-feu et du retrait des troupes russes.
Les forces de la république populaire de Donetsk abattent un missile ukrainien Tochka-U avec une ogive à sous-munitions au-dessus de la ville de Donetsk dans la matinée. Des fragments sont retombés sur le centre-ville, provoquant la mort de 23 civils, dont tous les passagers d'un bus, selon le ministère russe de la Défense. L'armée ukrainienne pointe la responsabilité de l'attaque aux russes. Ceux-ci répondent en promettant des représailles, notamment contre les équipements de l'industrie ukrainienne de la défense et contre les zones abritant des mercenaires étrangers en Ukraine,.
Une frappe de missile sur une tour de transmission dans le village d'Antopi tue au moins dix-neuf personnes et fait neuf blessés. Vitaliy Koval, le gouverneur de l'oblast de Rivne, déclare que la tour et un bâtiment administratif voisin ont été touchés par deux missiles distincts lors de l'attaque. Selon le gouverneur de l'oblast de Dnipropetrovsk, Valentin Reznichenko, les bombardements russes ayant visé l'aéroport international de Dnipro la nuit ont détruit sa piste et endommagé le terminal ; l'aérodrome de Sviatochyne est bombardé, tuant deux personnes et en blessant sept autres. Les civils parviennent à évacuer Marioupol pour la première fois dans la journée.
En fin de journée, une frappe des forces russes fait neuf morts et neuf blessés sur une tour de télévision près de la ville de Rivne.
Un haut responsable du département américain de la Défense annonce que l'avancée russe a été bloquée sur la quasi-totalité des fronts, cependant, aucune attaque ne semble s’arrêter. Selon l'Observatoire syrien des droits de l'homme, plus de quarante mille Syriens se sont inscrits pour combattre pour la Russie en Ukraine. Des avis de recrutement auraient été envoyés à la milice Al-Katerji, qui avait servi d'intermédiaire entre le gouvernement syrien et le groupe État islamique dans le passé.
Deux journalistes — Pierre Zakrzewski, un cadreur franco-irlandais de Fox News, et Oleksandra Kouvchinova, ancienne productrice à Fox News qui le guidait —, sont tués à Horenka, au nord-ouest de Kiev, « quand leur véhicule a été la cible de tirs » ; le reporter Benjamin Hall est également blessé.

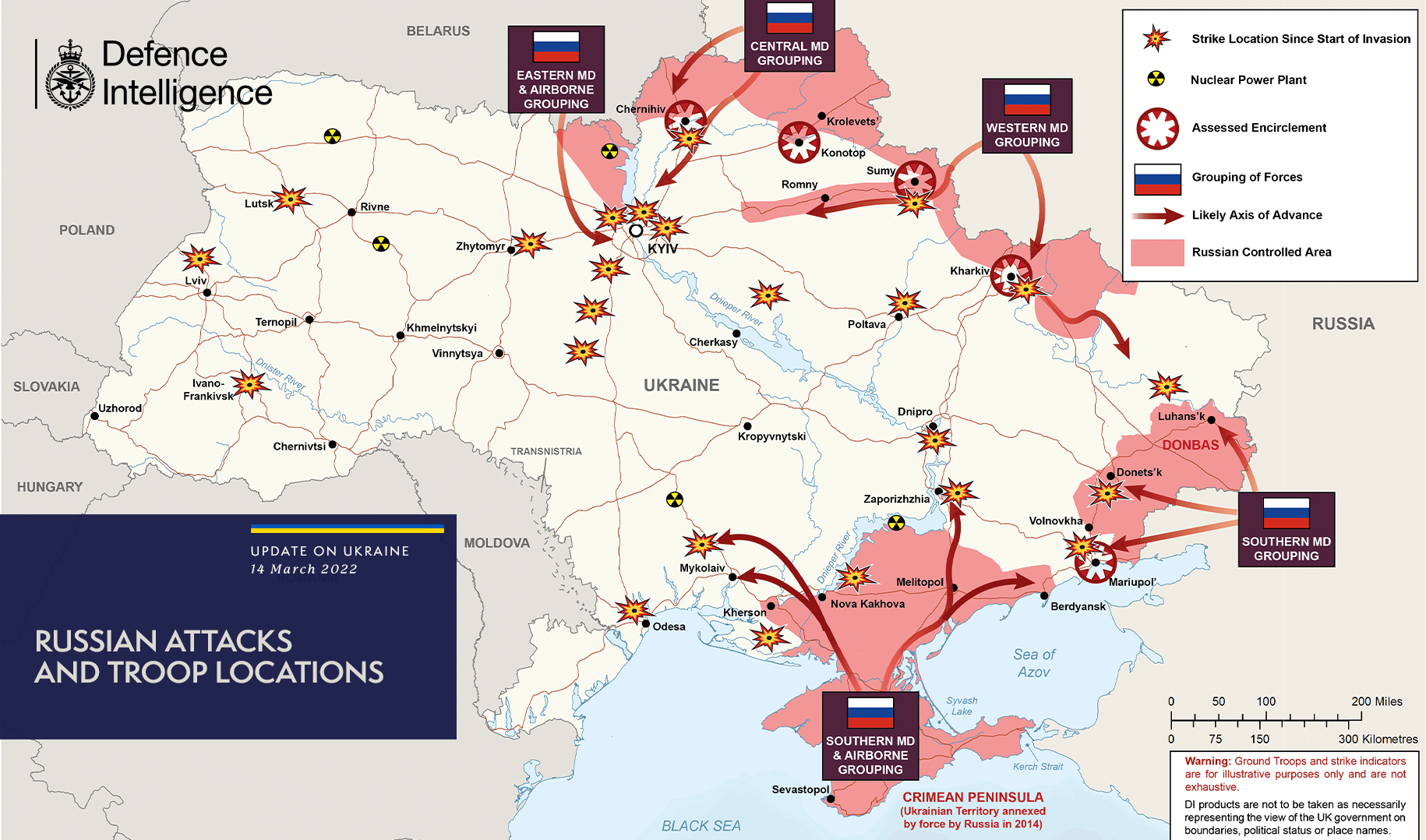
Situation au 14 mars 2022

### 15 mars

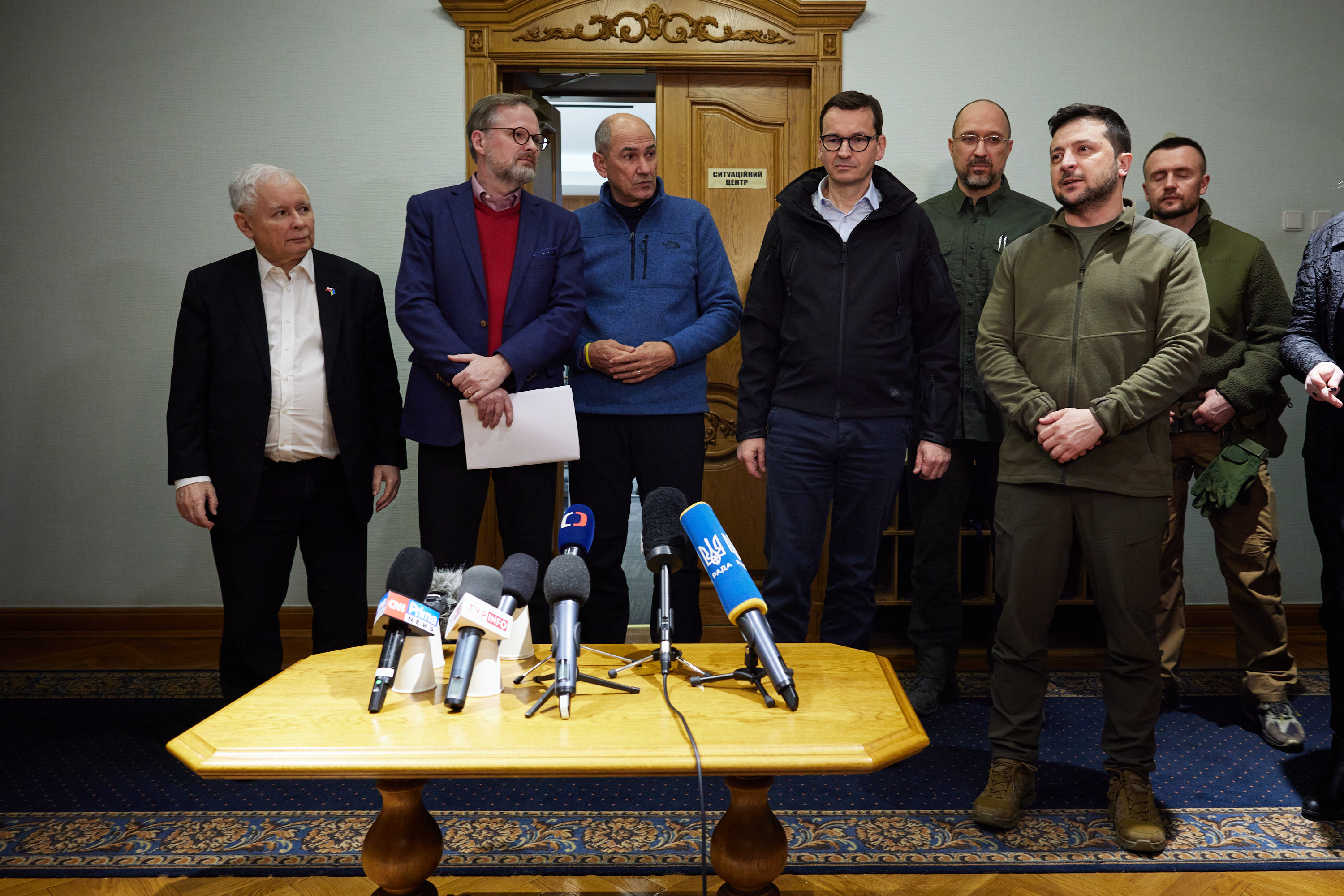
Rencontre, à Kiev, le Président Zelensky, à droite, le Premier ministre ukrainien Denys Chmyhal avec les représentants de l'Union Européenne Petr Fiala, Mateusz Morawiecki et Jarosław Kaczyński.

Le ministère russe de la Défense revendique le contrôle total de l'oblast de Kherson et la destruction de six drones Bayraktar TB2 ukrainiens au cours des dernières 24 heures.
La marine russe pilonne les défenses de la ville d'Odessa. Au moins 14 navires russes dont des navires de débarquement de troupes et de chars, un croiseur lance-missiles, des navires d’assaut amphibie et un démineur ont pris position au large des côtes laissant présager une attaque sur la ville. Selon l'expert Matthieu Mabin, les forces russes avancent vers la ville d'Odessa, ville stratégique du fait de son nœud routier la reliant directement avec la capitale Kiev. Les forces russes pourront remonter vers la capitale ukrainienne et isoler totalement la partie orientale de l'Ukraine, coupant toute voie d'approvisionnement venant de l'ouest, ce qui causerait inéluctablement la défaite militaire de l'armée ukrainienne.
Grâce à un couloir humanitaire russo-ukrainien, plus de deux mille véhicules peuvent sortir de la ville de Marioupol, assiégée par l'armée russe. Selon la municipalité, deux mille voitures supplémentaires attendent à la sortie de la ville. En tout, plus de vingt mille civils ont réussi à fuir la ville.
À Kyïiv, un couvre-feu de 36 heures est instauré le soir du 15 mars : la circulation est interdite dans la ville de 20 heures jusqu'à 7 heures (5 heures GMT) le 17 mars.
Selon le porte-parole du ministère russe de la Défense Igor Konachenkov, l'oblast de Kherson est sous le contrôle total de l'armée russe.
Oleg Mitiaïev, commandant de la 150e division de fusiliers motorisé russe depuis 2020, aurait été tué alors qu'il participait au siège de Marioupol, selon les autorités ukrainiennes. Le bataillon Azov revendique sa mort.
Le Président Zelensky déclare que l'Ukraine ne pourra pas adhérer à l’OTAN : « c’est la vérité et il faut le reconnaître » a-t-il dit,. Les Premiers ministres tchèque (Petr Fiala), slovène (Janez Janša), polonais (Mateusz Morawiecki) et le vice-Premier ministre polonais Jarosław Kaczyński se sont rendus à Kiev et ont rencontré le Président Zelensky pour montrer leur soutien à l'Ukraine.
Le 15 mars 2022, le syndicat de travailleurs italiens USB annonce que le personnel chargé du chargement de vols humanitaires depuis l'aéroport civil de Pise à destination de l'Ukraine via la Pologne s'est retrouvé face à des caisses d'armement divers dont des munitions et des explosifs, qu'ils ont alors refusé de charger. Cet aéroport civil est proche de la base américaine Camp Darby (it), et des ponts aériens sont régulièrement organisés entre les aéroports militaires vers les bases de l'OTAN en Pologne. Cette affaire a créé des remous dans la scène politique pisane, qualifiée de « véritable trafic de guerre ». Une manifestation organisée cinq jours après réunit 400 personnes,.

### 16 mars
Alors que les combats font rage dans le pays, à Odessa, la ville portuaire a été relativement préservée des combats, mais la pression s’est particulièrement accentuée à partir du 15 mars, la marine russe pilonnant les défenses de la ville. Au moins 14 navires russes dont des navires de débarquement de troupes et de chars, un croiseur lance-missiles, des navires d’assaut amphibies et un démineur ont pris position au large des côtes laissant présager une attaque sur Odessa. D'après le maire de la ville, les forces russes veulent prendre cette ville stratégique, ancienne artère économique avant la guerre. Les défenseurs se préparent déjà à un débarquement.
Selon la mairie de Marioupol, un théâtre abritant des centaines de civils a été touché par une frappe russe.
L'Ukraine annonce avoir lancé une contre-offensive pour repousser les forces russes s'approchant de Kiev ; des affrontements étant signalés à Boutcha, Hostomel et Irpin. Les forces ukrainiennes ont également lancé une offensive près de Mykolaïv, vers Kherson. L'armée de l'air ukrainienne vise de nouveau la base aérienne militaire de l'aéroport international de Kherson, détruisant plusieurs hélicoptères russes.
D'après le ministre russe des Affaires étrangères Sergueï Lavrov et le président ukrainien Zelensky, les pourparlers progressent, Lavrov estimant qu'une neutralité de l'Ukraine est en cours de discussion. La Russie envisage un modèle de démilitarisation sur le modèle de l'Autriche et de la Suède, qui ont leurs propres armées. Mais cette proposition sera ultérieurement rejetée par l'entourage du Président Zelensky. Mykhaïlo Podoliak, l'un des négociateurs ukrainiens, déclare qu'en vertu du plan de paix proposé, l'Ukraine demeurerait neutre, consacrerait les droits des russophones et ignorerait la question des territoires contestés. En retour, le pays conserverait son armée, tandis que les pays alliés devront intervenir en cas de nouvelle invasion.
L'ambassade des États-Unis à Kiev affirme qu'une attaque des forces russes a tué 10 personnes faisant la queue pour du pain à Tchernihiv. Des vidéos sont ensuite publiées sur les réseaux sociaux montrant les prétendues conséquences.
Le maire de Melitopol, Ivan Fedorov, a été libéré par les forces russes. Dans la journée, une frappe aérienne russe touche un théâtre de Marioupol abritant plusieurs centaines de civils. La ville de Boutcha est capturée par les forces russes. Les forces ukrainiennes tentent alors une contre-attaque visant des zones autour de Kiev ; l'une des cibles s'avère être Boutcha, où des combats sont signalés.
La Cour internationale de justice (CIJ) rend une décision selon laquelle « la Fédération de Russie doit immédiatement arrêter les opérations militaires qu'elle a lancées le 24 février sur le territoire de l'Ukraine ».
Le Président Volodymyr Zelensky, en visioconférence, interpelle directement le Congrès américain pour réitérer sa demande de soutien. Celui-ci l'acclame à la fin de son discours,.

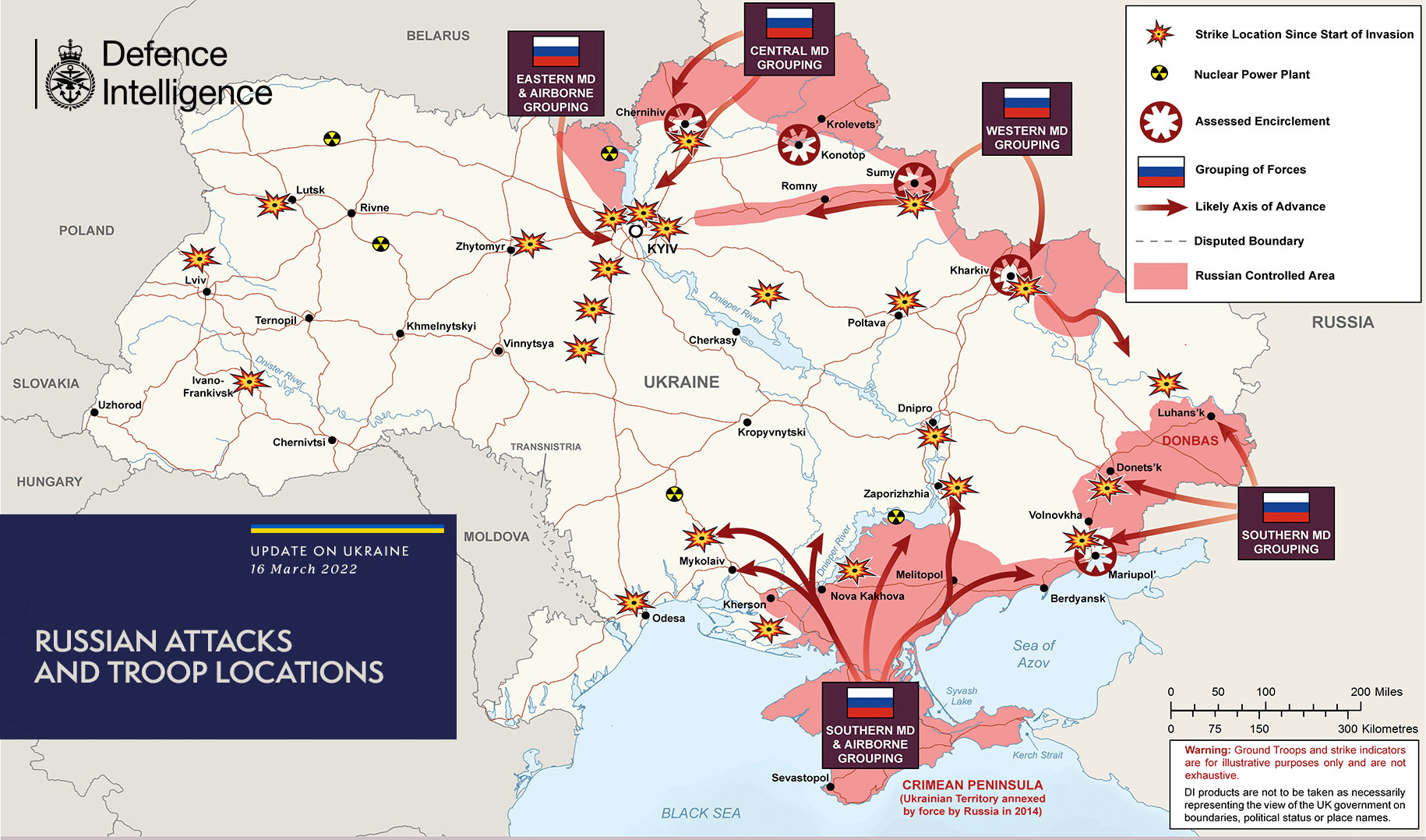
Situation du 16 au 19 mars 2022

### 17 mars
Vers 3 h 30 (heure française), la région de Kharkiv est la cible de nouveaux bombardements. Une frappe aérienne russe a notamment détruit une école et un centre culturel dans la ville de Merefi, au sud-ouest de Kharkiv.
La Russie affirme avoir détruit 46 installations militaires ukrainiennes. De son côté, l'Ukraine assure avoir abattu un tiers des avions russes depuis le début de l'invasion. Au cours de la journée, les villes d'Izioum et de Roubijne, toutes deux situées dans l'est de l'Ukraine, sont capturées par la Russie,.
La Russie rejette dans le même temps la décision de la CIJ du 16 mars, lui ordonnant la suspension immédiate de ses opérations militaires en Ukraine, par la voix du porte-parole du Kremlin, Dmitri Peskov.
Dans une déclaration de son ministre des Affaires étrangères, l'Ouzbékistan, bien que très dépendant économiquement de la Russie, reconnait la souveraineté et l'intégrité territoriale ukrainiennes. Il indique que son pays va fournir une aide humanitaire à l'Ukraine et que les Forces armées ouzbèkes ne seront impliquées « dans aucun conflit à l’étranger », rejetant ainsi implicitement la demande récente de Moscou faites aux républiques d'Asie centrale d'envoi de forces de soutien en Ukraine.

### 18 mars
Vers 6 heures du matin, des missiles russes ont frappé la zone de l'aéroport de Lviv et auraient détruit une usine de réparation d'avions ; aucun mort ne serait à déplorer. La Russie bombarde des casernes militaires ukrainiennes à Mykolaïv, au moins cinquante soldats ont été tués.
Des combats — impliquant des unités de la république populaire de Donetsk, avec le soutien des forces armées russes — seraient en cours dans le centre-ville de Marioupol, selon le ministère russe de la Défense. Des combats de rues ont lieu à proximité du centre-ville, la ville étant attaquée par trois côtés : sur la rive gauche, en direction de l'usine métallurgique Azovstal, cible de frappes ; par le nord-est, vers l'usine métallurgique Illitch, la deuxième plus importante usine métallurgique du pays ; et enfin, par l'ouest, via Port City, un vaste centre commercial est détruit par les bombardements.
Une caserne militaire de l'armée ukrainienne est détruite par des roquettes à Mykolaïv, faisant plusieurs dizaines de victimes parmi les soldats ukrainiens,.
Le conseiller du président ukrainien Zelensky, Oleksiy Arestovytch, annonce la mort du commandant de la 8e armée combinée de la Garde, le général Andreï Mordvitchev, près de Kherson, précisant qu'il s'agit du cinquième officier de haut rang tué depuis le début de l'invasion.
Le cap des 2 millions de réfugiés ukrainiens ayant franchi la frontière polonaise est passé. Trois semaines après le début du conflit, au 18 mars, le Haut Commissariat des Nations unies pour les réfugiés (HCR) comptabilise 3 270 662 réfugiés.

### 19 mars
La Russie affirme avoir utilisé des missiles hypersoniques de type Kh-47M2 Kinjal pour la première fois depuis le début de l'invasion, afin de détruire un entrepôt souterrain d'armement situé à Deliatyne, dans la région d'Ivano-Frankivsk, dans l'ouest de l'Ukraine,. Il s'agirait alors de la première utilisation d'armes hypersoniques dans un conflit armé.
À Marioupol, l'artillerie russe endommage fortement l'usine sidérurgique et métallurgique Azovstal, une des plus grandes d'Europe, causant d'énormes pertes économiques pour l'Ukraine, selon une députée de la Rada. Les forces russes auraient également bombardé une école de la ville, où 400 personnes s'étaient réfugiées,.
Le Président Zelensky réclame des pourparlers sérieux avec la Russie, jugeant qu'« il était temps pour Moscou d'accepter de se « réunir » pour « discuter » sérieusement de paix afin d'éviter à la Russie des conséquences « sur plusieurs générations » ».

### 20 mars
La Russie poursuit sa campagne de bombardements dans plusieurs villes du pays et affirme avoir à nouveau utilisé des missiles hypersoniques de type Kh-47M2 Kinjal (tirés depuis l'espace aérien de Crimée) en Ukraine. La cible de cette attaque serait un important dépôt de carburant situé dans la région de Mykolaïv. La date de l'attaque n'a toutefois pas été précisée.
Dans l'ouest de l'Ukraine, la localité de Korosten, à 80 km environ au nord de la ville de Jytomyr, est visée par une frappe aérienne russe et fait trois blessés.
Quatre navires de la marine russe se joignent aux combats en bombardant la ville de Marioupol depuis le large. Andreï Pali, capitaine de vaisseau et commandant en second de la flotte de la mer Noire, est tué durant le siège. C'est le premier officier de marine russe à succomber durant l'invasion,.
Au cours des 24 jours de guerre, les troupes russes, dont la progression sur le terrain s'avère beaucoup plus difficile que prévu, ont effectué 291 frappes de missiles et 1 403 raids aériens, rapporte l’état-major général des forces armées ukrainiennes. Les pertes en véhicules et équipements s'élèvent à 1 660 pour la Russie et 398 pour l'Ukraine à ce jour,,.

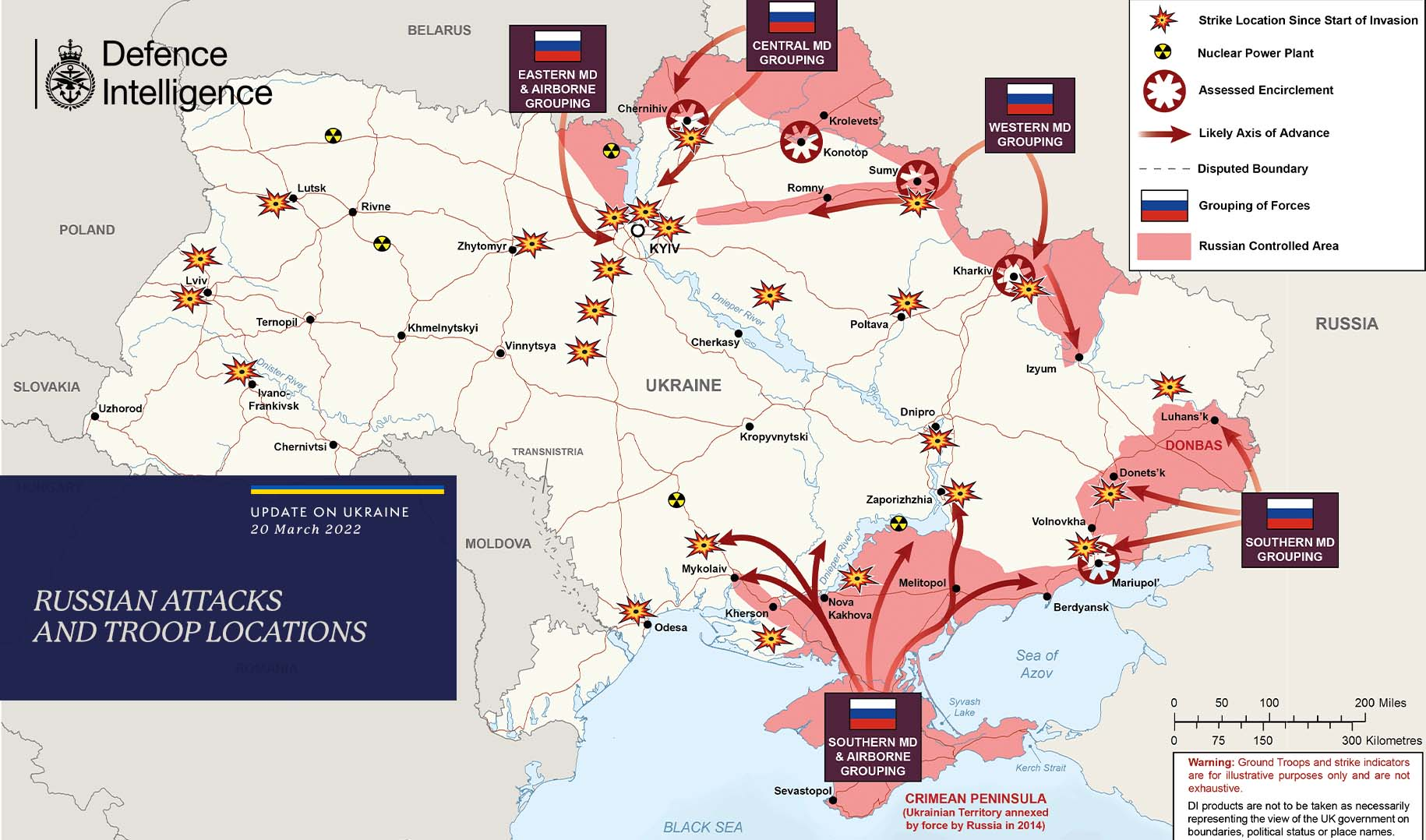
Situation les 20 et 21 mars 2022
- Frappe de missiles sur le centre commercial Retroville dans le quartier Podilsky à Kiev le 20 mars 2022

### 21 mars
Le centre commercial Retroville, situé dans le district de Podolsky, au nord-ouest de Kiev, est bombardé dans la nuit du 20 au 21 par les troupes russes, faisant au moins huit morts,,.
Dans une vidéo partagée sur les réseaux sociaux, Iryna Verechtchouk, la vice-première ministre ukrainienne a annoncé l'ouverture de huit nouveaux couloirs humanitaires. Ils serviront à quitter des villes ukrainiennes situées dans les régions de Donetsk, de Lougansk et de Kiev, mais pas Marioupol, la situation actuelle ne le permettant pas. La Russie exige en effet la capitulation de la ville avant 5 heures du matin, en échange de l'ouverture de deux couloirs humanitaires — un vers l'est, en Russie, un vers l'ouest —, ultimatum immédiatement rejeté par Iryna Verechtchouk qui demande que des couloirs soient ouverts malgré tout.
Le maire de Kiev, Vitali Klitschko, annonce un nouveau couvre-feu de 35 heures du lundi 21, 20 heures, au mercredi 23, 7 heures du matin.
Une fuite d'ammoniac de l'usine chimique de Sumykhimprom s'est produite lors de la bataille de Soumy. De l'ammoniac a commencé à fuir de l'usine chimique, située à Soumy, après une frappe aérienne russe,. Selon le Kyiv Independent, « la zone affectée est estimée à environ 2,5 km du site, y compris les villages de Novoselytsya et Verkhnya Syrovatka ».
Le premier ravitaillement, ukrainien de l’Usine métallurgique Azovstal de Marioupol a lieu à 6 heures 40 avec deux hélicoptères Mil Mi-8. À leurs bords en plus des équipages constitués d’un pilote et d’un navigateur, des membres de la Garde nationale de l'Ukraine et un officier de la Direction générale du renseignement du ministère de la Défense ukrainien chargé de protéger les équipages en attendant les secours, dans le cas d’un atterrissage forcé. La cargaison est constituée de médicaments, d’au moins un kit Starlink et d’armes anti-char. Le vol retour permet l’évacuation de blessés.
Six rotations supplémentaires auront lieu les quinze jours suivants. Deux hélicoptères seront perdus.
Au cours des différentes rotations, 72 soldats seront déposés en renforts des défenseurs de l’usine Azosvstal, plusieurs dizaines de blessés seront évacués et 30 tonnes de fret livrés,,.

### 22 mars
Le président américain Joe Biden affirme que la Russie compte utiliser des armes chimiques et biologiques pour frapper l'Ukraine, ce que nie totalement la Russie.
Les troupes ukrainiennes déclarent avoir réussi à reprendre la ville de Makariv, à une soixantaine de kilomètres à l'ouest de Kiev,. Cette victoire permettrait aux Ukrainiens de reprendre le contrôle d'une importante autoroute, empêchant ainsi les troupes russes d’avancer vers Kiev par le nord-ouest. Toutefois, les Russes ont pu prendre partiellement les villes de Boutcha, Hostomel et Irpin.
Selon l'agence d'État ukrainienne responsable de la zone d'exclusion de Tchernobyl, les forces russes ont détruit un nouveau laboratoire de la centrale nucléaire de Tchernobyl. Le laboratoire, ouvert en 2015, travailla notamment sur l'amélioration de la gestion des déchets radioactifs.

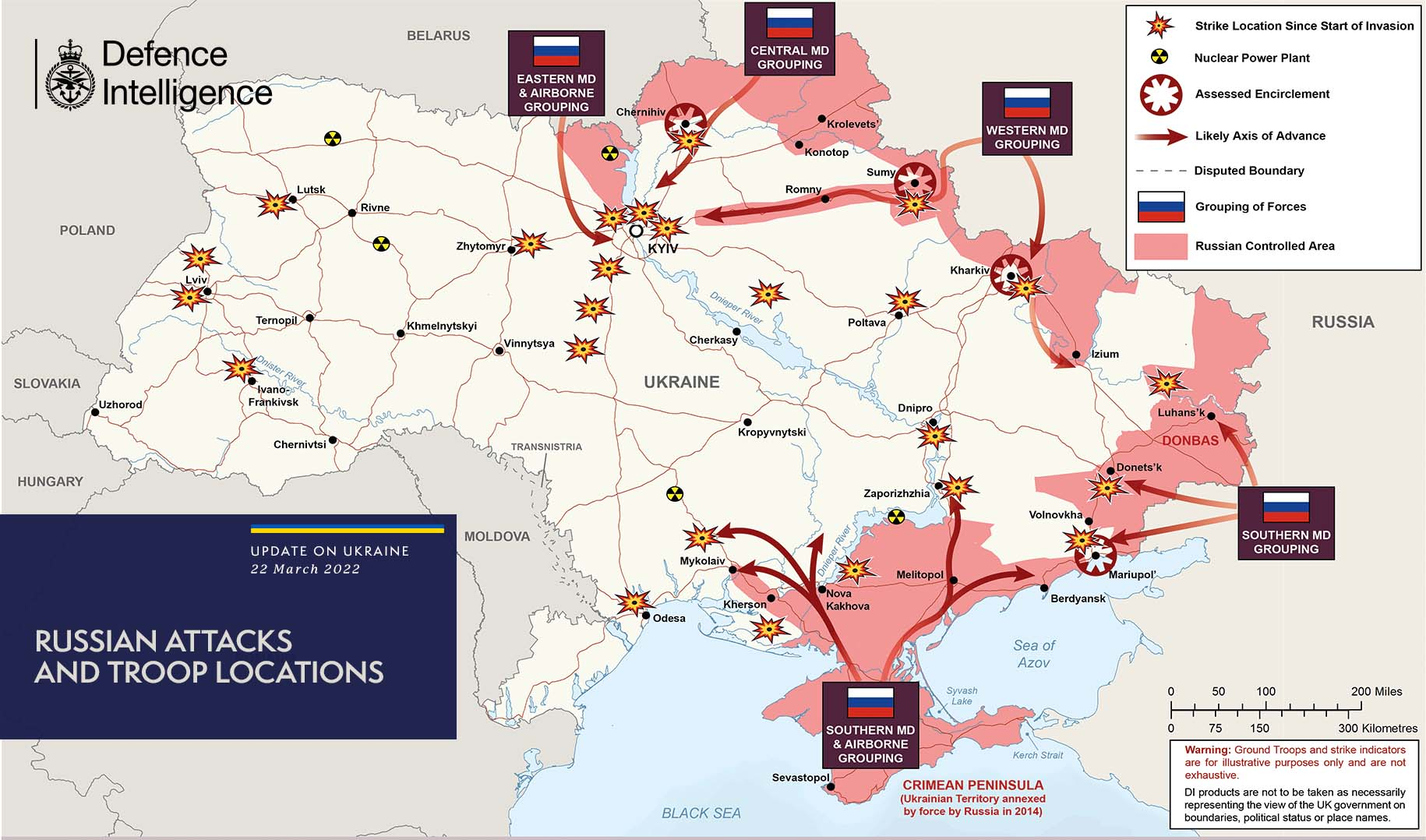
Situation les 22 et 23 mars 2022

### 23 mars
Un cessez-le-feu local est proclamé dans l'oblast de Louhansk afin de permettre aux civils de quitter la zone des combats.
Le colonel Alexeï Charov, commandant de la 810e brigade séparée de la Garde de l'infanterie de la marine russe, est tué près de Marioupol. C'est le 15e haut-gradé russe — et le cinquième colonel — à mourir depuis le début de l'invasion.

### 24 mars
Le président ukrainien Volodymyr Zelensky ainsi que des gouverneurs régionaux accusent la Russie d'utiliser des bombes au phosphore blanc lors de son invasion de l'Ukraine, notamment à Roubijné près de Louhansk et à Irpin dans la banlieue de Kiev,.
L'Ukraine affirme dans la journée avoir détruit le navire de guerre amphibie russe Saratov (BDK-65), de la classe Alligator, dans le port de Berdiansk à 80 km de Marioupol sur la mer d'Azov, et endommagé le navire de débarquement Tsezar Kounikov de la classe Projet 775 Ropucha.
Les forces ukrainiennes auraient échoué à reprendre des territoires à la suite de plusieurs contre-attaques menées ces derniers jours au nord-ouest de Kiev, mais forcent les troupes russes à se placer sur la défensive dans la périphérie ouest de Kiev. Les forces russes obtiennent plusieurs avancées mineures dans les oblasts de Donetsk et Louhansk.
Elles annoncent avoir repoussé plusieurs tentatives d'offensives russes vers Brovary depuis le nord-est. À Kharkiv, un bombardement russe touche un point de livraison d'aide humanitaire, tuant six civils et en blessant 15 autres.

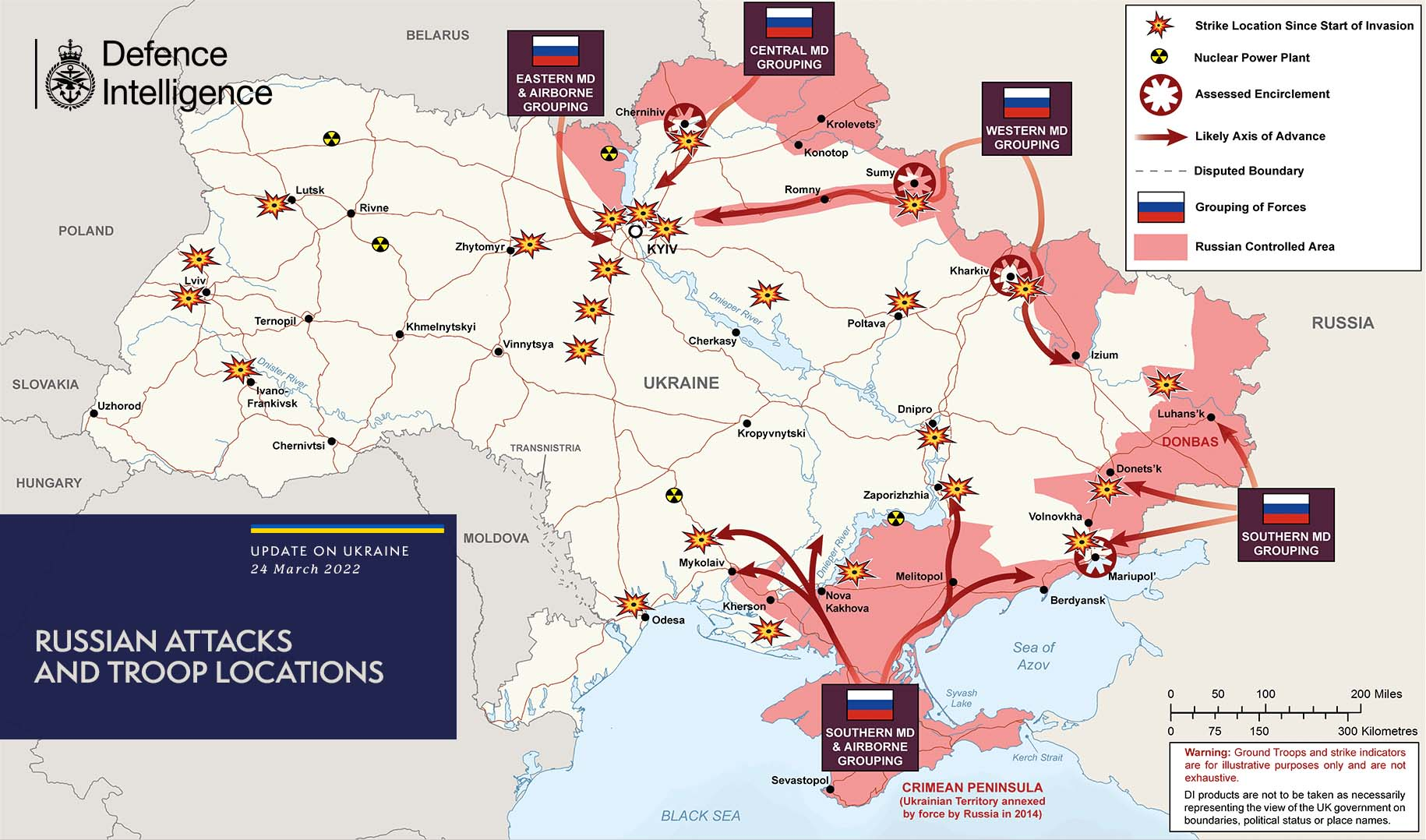
Situation au 24 mars 2022

### 25 mars
L'état-major russe annonce que l'armée russe va désormais se concentrer sur la conquête du Donbass dans l'est de l'Ukraine,.
En fin de journée, le centre de commandement des forces aériennes ukrainiennes — situé à Vinnytsia, dans le centre du pays — est frappé par des missiles de croisière causant des dommages significatifs.

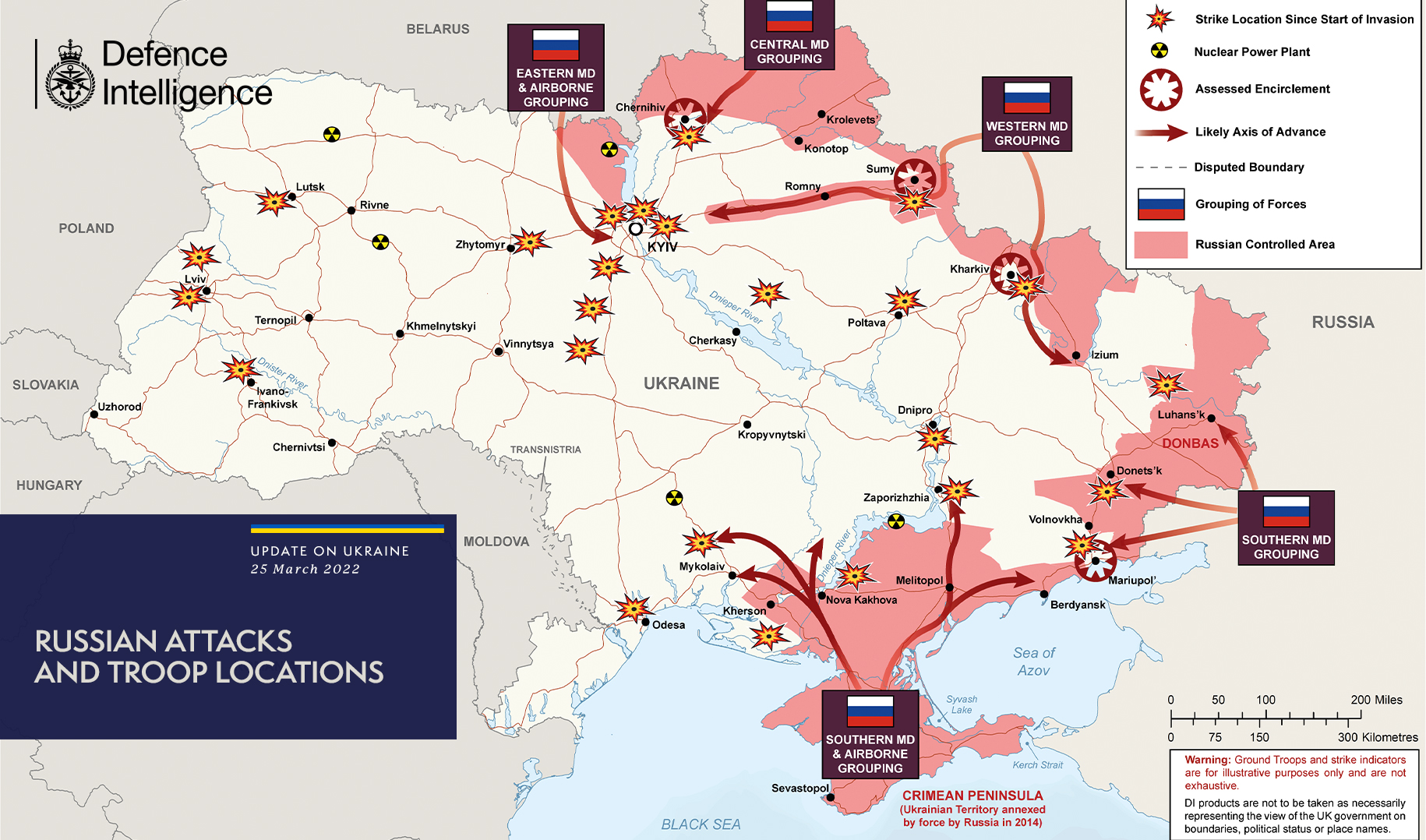
Situation au 25 mars 2022
- Le 25 mars, une corvette de classe Bujan-M de la flotte de la mer Noire de la fédération de Russie lance des missiles de croisière Kalibr depuis la mer Noire vers les forces armées ukrainiennes situées dans la région de Velyki Korovyntsi

### 26 mars
Les combats se concentrent désormais essentiellement dans l'est du pays : l'armée ukrainienne annonce avoir abattu trois avions, détruit huit chars et tué quelque 170 soldats russes dans le Donbass, près des villes de Donetsk et Louhansk.
Les villes de Kharkiv, Tchernihiv et Marioupol sont toujours encerclées, mais les opérations se limitent à des bombardements et à des tirs d'artillerie.
Les troupes ukrainiennes auraient lancé des contre-offensives autour de la ville de Kharkiv,. Dans la région de Soumy, des éléments de la 93e brigade motorisée ukrainienne reprennent la ville de Trostianets ; Boromlia, à l'ouest de cette dernière, est également reprise.
Dans l'ouest du pays, plusieurs frappes russes touchent Lviv : un dépôt de carburant situé dans le quartier de Lytchakivsky, dans la partie est de la ville, est visé,,, ainsi que des infrastructures militaires.

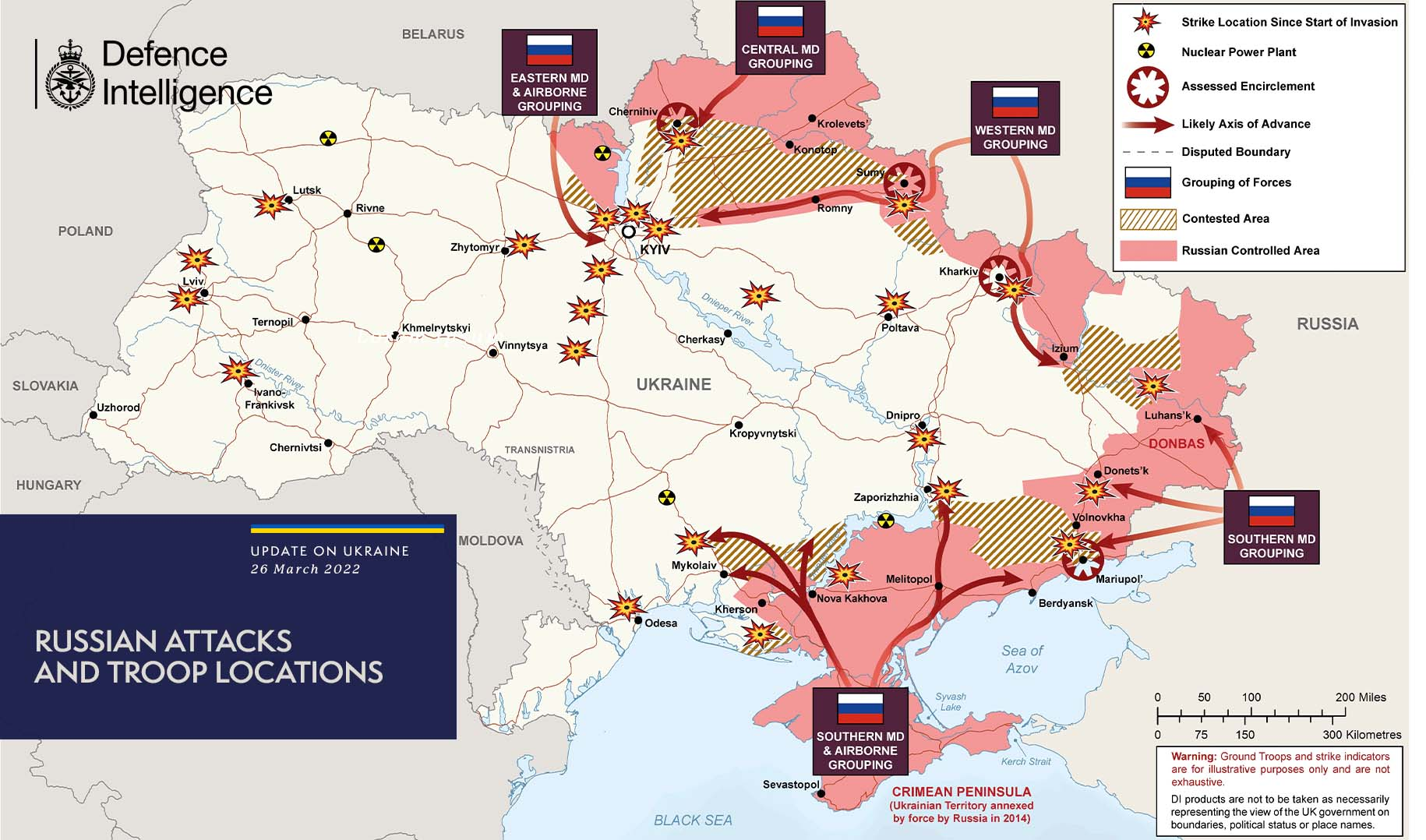
Situation les 26 et 27 mars 2022

### 27 mars
De nouvelles négociations sont prévues entre les délégations russes et ukrainiennes en Turquie ; le chef de la diplomatie ukrainienne appelle à boycotter les supermarchés Auchan pour vouloir continuer ses activités en Russie.
Les séparatistes de la république populaire de Lougansk pourraient tenir un référendum pour rejoindre la Russie.

### 28 mars
La Russie envisage par décret de restreindre l'accès au pays pour les ressortissants des pays dits « inamicaux ».
Le gouvernement ukrainien annonce qu'au moins cinq mille à dix mille personnes ont été tuées dans la ville de Marioupol, assiégée par les forces russes, et accuse celles-ci d'avoir expulsé de force des civils locaux, y compris des enfants, vers la Russie. Le ministère ukrainien des Affaires étrangères décrit la ville assiégée comme ayant été réduite en « poussière » par l'armée russe. Le maire de Marioupol, Vadym Boytchenko, appelle à une évacuation complète de la population restante de la ville.
Selon le ministère ukrainien de la Défense, les forces russes se regroupent afin d'avancer vers les régions de Donetsk et de Lougansk, partiellement contrôlées par des séparatistes soutenus par la Russie, tout en rapprochant davantage de navires de guerre dans les mers Noire et d'Azov des littoraux, probablement pour transporter plus de frappes de missiles en Ukraine. Sur le front de Kiev, les banlieues ouest de Bucha, Irpin, Hostomel et Makariv, ainsi que la route depuis et vers la ville de Jytomyr à l'ouest, et les zones au nord de Vyshhorod demeurent soumises aux bombardements russes. En fin de journée, le maire de la ville d'Irpin affirme que la ville a totalement été reprise par les forces ukrainiennes. La reprise de cette ville a infligé beaucoup de pertes aux Ukrainiens mais aussi à l'armée russe.

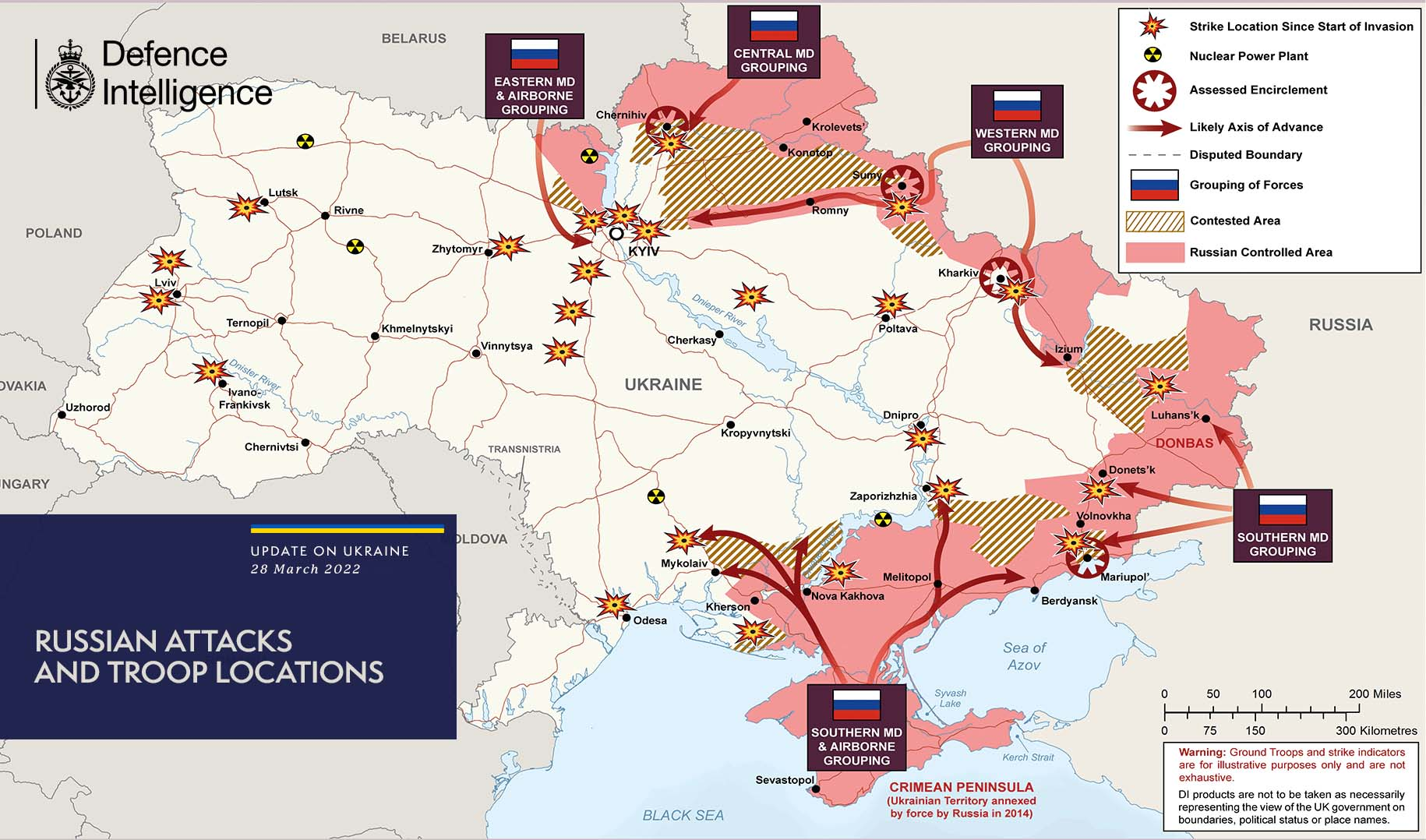
Situation du 28 au 30 mars 2022

### 29 mars
Les négociateurs ukrainiens et russes se rencontrent à Istanbul, en Turquie, pour une nouvelle série de pourparlers. L'Ukraine propose d'adopter un « statut neutre » en échange de garanties de sécurité conformes à l'article 5 de l'OTAN. Les propositions prévoient également une période de consultation de 15 ans sur le statut de la Crimée annexée par la Russie et le retour de la totalité des forces russes aux positions d'avant l'invasion. Le ministère russe de la Défense annonce une « réduction drastique de l'activité militaire » sur les fronts de Kiev et de Tchernihiv, ce qui, comme l'a précisé l'assistant présidentiel russe Vladimir Medinski, n'équivaut pas à un cessez-le-feu,. Le département américain de la Défense avertit qu'un mouvement observé d'éléments de l'armée russe loin de Kiev est probablement « un repositionnement, et non un véritable retrait ».
Un appel téléphonique a eu lieu à 16 h 30 entre Emmanuel Macron et Vladimir Poutine pour discuter d'une solution pour évacuer les civils piégés à Marioupol, mais les conditions ne seraient pas réunies à ce stade.

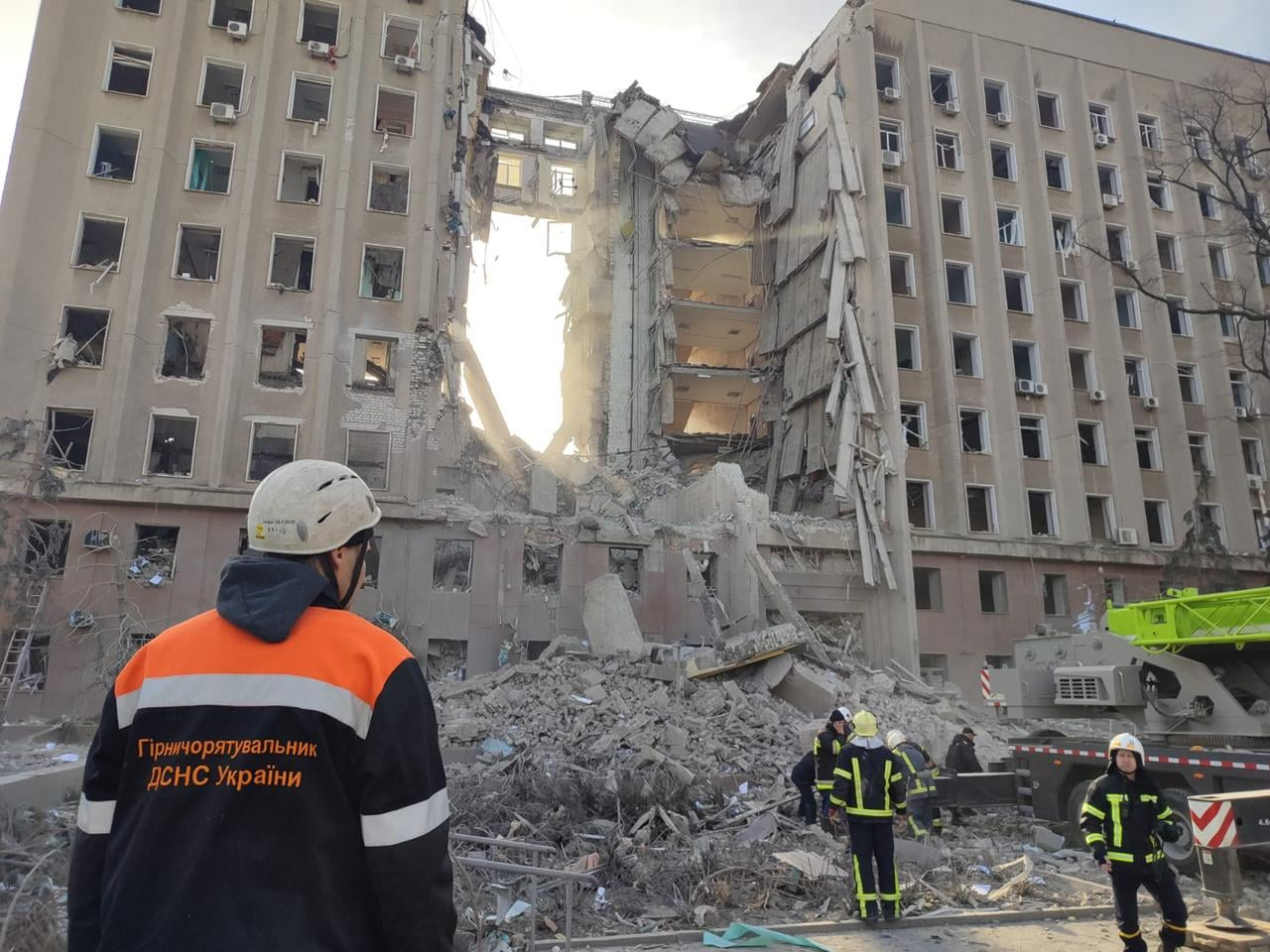
L'administration régionale de Mykolaïv après une frappe de roquette, le 29 mars.

Malgré les négociations, les frappes aériennes et les combats au sol se poursuivent sans relâche. L'armée ukrainienne signale retenir les forces russes à l'est, au sud-est et au nord-est, contre-attaquant dans certaines zones. Des combats intenses ont lieu autour de la banlieue de Kiev, en particulier dans le nord-ouest et le nord-est de la capitale. L'administration régionale de Mykolaïv est touchée par une frappe russe dans la matinée, faisant au moins 12 morts et 33 blessés. Dans la soirée, des responsables locaux signalent une série d'explosions à l'extérieur de la ville russe de Belgorod, près de la frontière avec l'Ukraine. Selon l'agence russe Tass, un camp militaire russe temporaire a été touché par un obus tiré du côté ukrainien, blessant au moins quatre soldats.

### 30 mars
L'armée russe continue d'affirmer qu'une désescalade (en vue d'un « regroupement planifié des troupes ») autour de Kiev et de Tchernihiv est en cours afin de se concentrer sur la région du Donbass. Selon le ministère ukrainien de la Défense, aucun retrait massif des forces russes n'est réalisé, des unités individuelles sont délocalisées pour reconstituer les lourdes pertes subies.
Entre-temps, de violents combats et des bombardements se poursuivent dans la périphérie de Kiev, notamment autour d'Irpin. Les responsables locaux signalent également des bombardements intensifs de Tchernihiv ainsi que des zones contrôlées par l'Ukraine dans la région du Donbass, notamment à Marioupol, Marïnka, Krasnohorivka, Avdiïvka, Lyssytchansk et dans d'autres localités.

### 31 mars
L'armée russe a augmenté son nombre de sorties aériennes, ses frappes se concentrant principalement sur les régions de Kiev, Tchernihiv, Izioum au sud de Kharkiv et la région du Donbass. L'Ukraine confirme que les Russes quittent la centrale nucléaire de Tchernobyl dont ils avaient pris le contrôle le 24 février. Selon un responsable de la défense des États-Unis, les forces russes se sont retirées dans les zones au nord et au nord-ouest de Kiev, notamment l'aéroport d'Hostomel. Les forces ukrainiennes mènent plusieurs contre-attaques dans certaines zones, reprenant les localités de Zatychtchia, Malynivka, Vessele, Zelenyi Hai et Tchervone dans l'oblast de Zaporijjia et Sloboda et Loukachivka dans l'oblast de Tchernihiv. Les forces russes affirment avoir capturé Zolota Nyva dans l'oblast de Donetsk et Jitlovka dans l'oblast de Louhansk.
Un cessez le feu est décrété à 10 h dans la ville de Marioupol permettant d'évacuer les civils encore piégés dans la ville pilonnée par les forces russes. Le Comité international de la Croix-Rouge signale notamment qu'un convoi humanitaire est en route. La vice-première ministre Iryna Verechtchouk déclare plus tard que douze camions ukrainiens ont pu livrer des fournitures humanitaires à Marioupol, avant que celles-ci ne soient saisies par les troupes russes.
Un convoi humanitaire a été l'objet de tirs des forces russes près de Tchernihiv faisant 1 mort et 4 blessés graves.
Vladimir Poutine annonce qu'il exigera dès le lendemain un paiement en roubles pour l'achat du gaz russe aux pays dits inamicaux de l'Union européenne à la suite des dernières sanctions imposées.

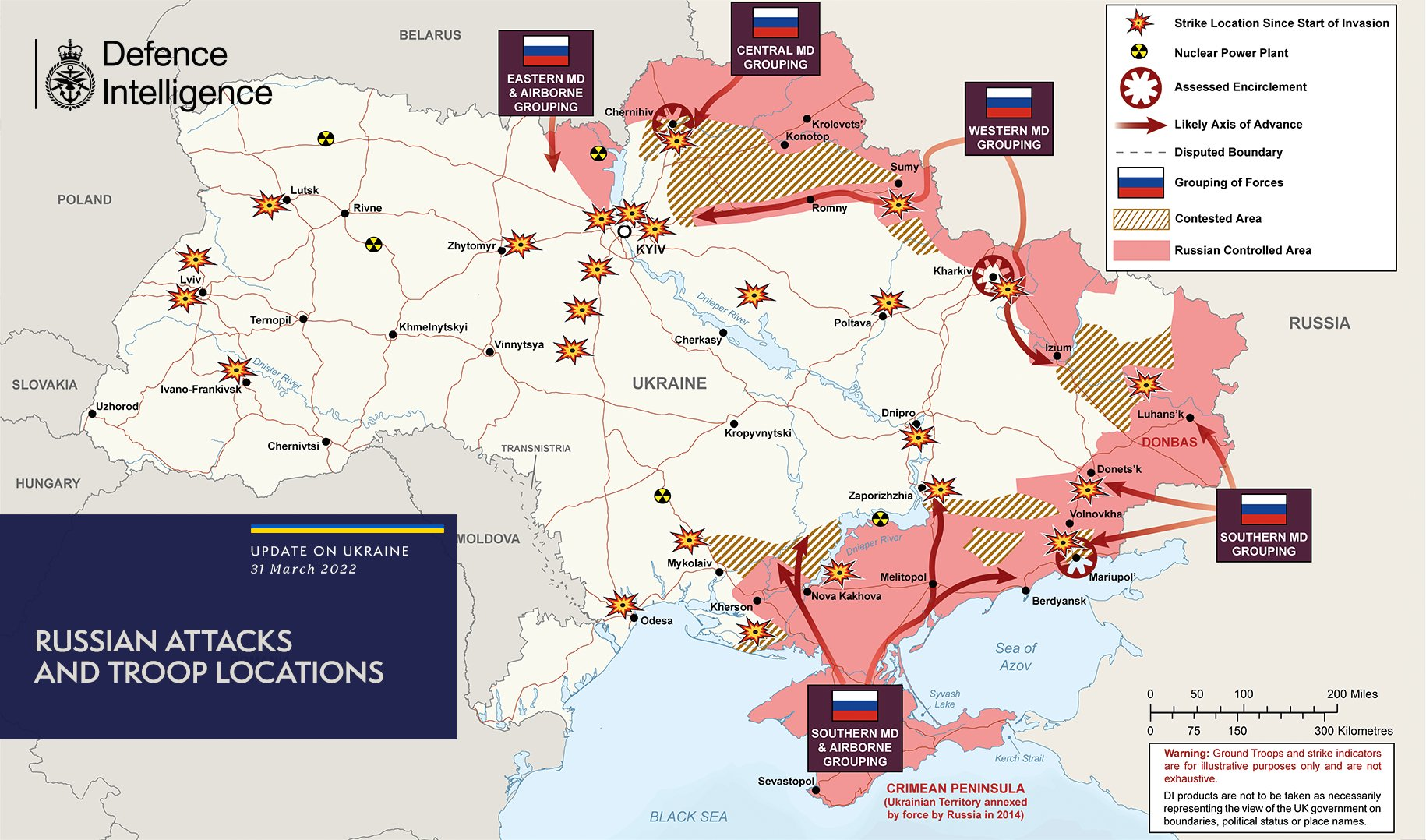
Situation les 31 mars et 1er avril 2022
- Lancement des missiles de croisière R-500 (missile) (ru) contre les forces armées ukrainiennes.

### Avril 2022
Pour les événements suivants, voir Chronologie de l'invasion de l'Ukraine par la Russie (avril 2022).